# ハノーファー・シュタットバーンTW6000形電車
ハノーファー・シュタットバーンTW6000形電車（ハノーファー・シュタットバーンTW6000がたでんしゃ）は、ドイツの都市・ハノーファーのライトレール（シュタットバーン）であるハノーファー・シュタットバーンの電車。路面電車からシュタットバーンへの転換が行われた路線網へ向けて開発された車両で、電機子チョッパ制御の導入を始め多数の革新的な技術を導入した。後継車両の導入に伴い引退が進んでいるが、一部車両はハンガリーの首都・ブダペスト（ブダペスト市電）を始め他都市への譲渡が行われている。形式名の「TW」は「動力車（Triebwagen）」という意味である。

## 概要

### 導入までの経緯
1965年、ハノーファー市議会は交通網の改善や利便性の向上を目的に、路面電車（ハノーファー市電）のうち市内中心部を中心とした一部区間の地下化（シュタットバーン化）を決定し、同年から工事が開始された。それにあたり必要となったのが、従来の低床式プラットホームに加えて地下区間の高床式プラットホームに対応する車両であった。そこで、当時の路面電車（→ハノーファー・シュタットバーン）を運営していたハノーファー市交通会社（ÜSTRA）は1970年に2両の試作車（TW600、TW601）を導入し、長期に渡る試運転を実施した。その成果を基に開発されたシュタットバーン向け車両がTW6000形である。

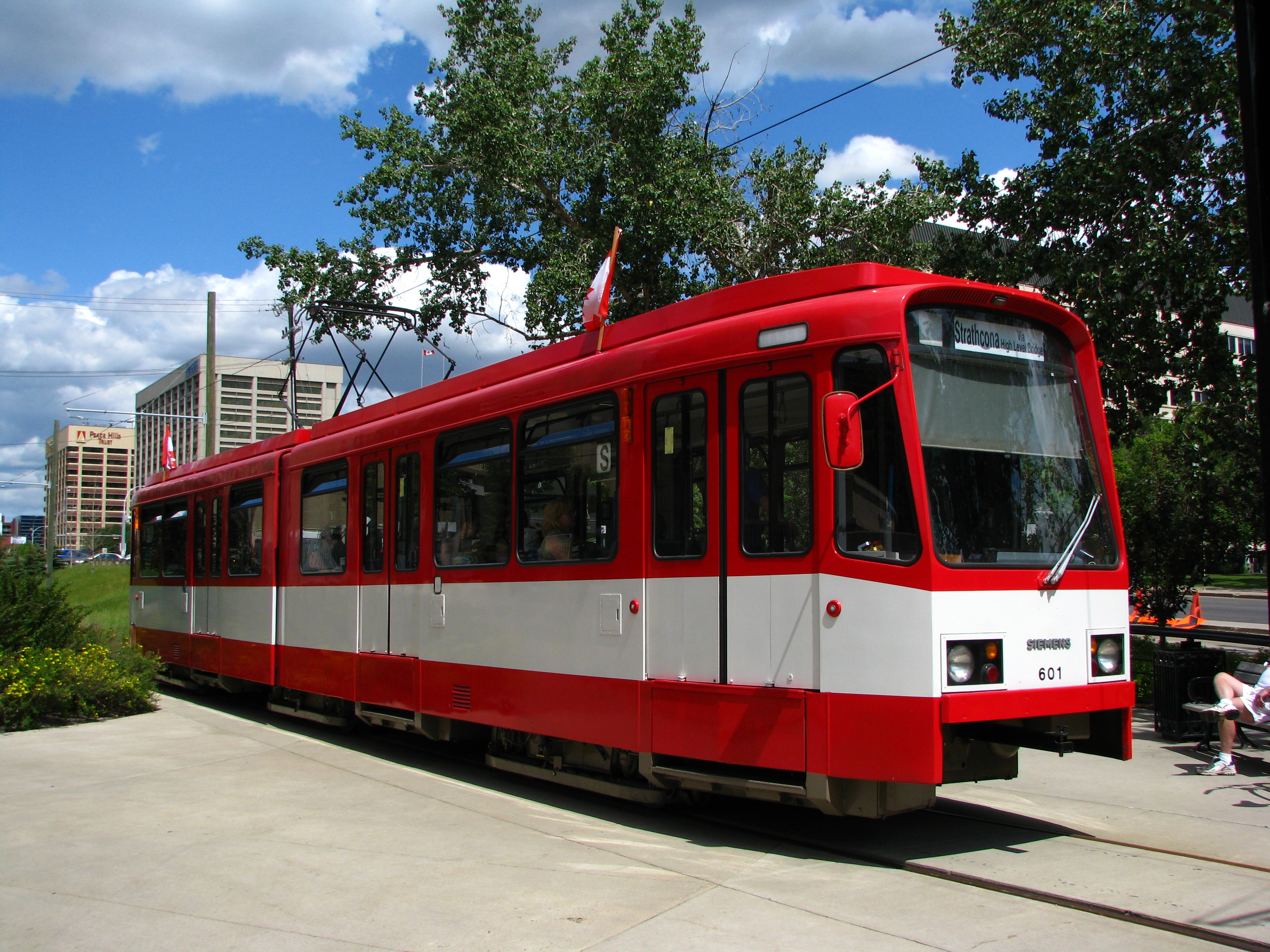
TW601（2009年撮影）

### 構造
TW6000形は車体両側に乗降扉が設置されている両運転台式の3車体連接車で、運転台を有する前後車体（A車、B車）とパンタグラフが設置されている中間車体（M車）で構成されている。直線的な車体デザインや緑色（オペル・シグナルグリーンL 308）を基調とした塗装は、ハノーファーの工業デザイナーであるハーバード・リンディンガー（Herbert Lindinger）が手掛けている。乗降扉は前後車体に2箇所、中間車体に1箇所設けられており、乗り降りする扉が定まっていた従来の車両と異なり、乗客はどの扉からも乗降が可能な構造となっている。また、使用される系統には高床式プラットホームに加えて路面電車時代から継続して低床式プラットホームが用いられている駅（電停）が存在するため、乗降扉下部には自動的に展開する折り畳み式のステップが設置されている。座席はグラスファイバーによる強化が行われたプラスチック製で、クロスシートと呼ばれる配置がなされている。軽量鋼によって作られた車体の幅については、試作車の試験結果に基づき2,400 mmとなっている。
制御装置は西ドイツ（→ドイツ）の路面電車車両として初めて電機子チョッパ制御方式が採用されており、従来の車両と比べてスムーズな加減速が実現している他、同じく初めての採用となった、電力が回収可能な回生ブレーキの搭載を可能としている。また総括制御による連結運転も可能で、営業運転時には2両編成が組まれる他、最大4両まで連結する事が可能な構造となっている。主電動機は各動力台車に1基ずつ搭載されている。

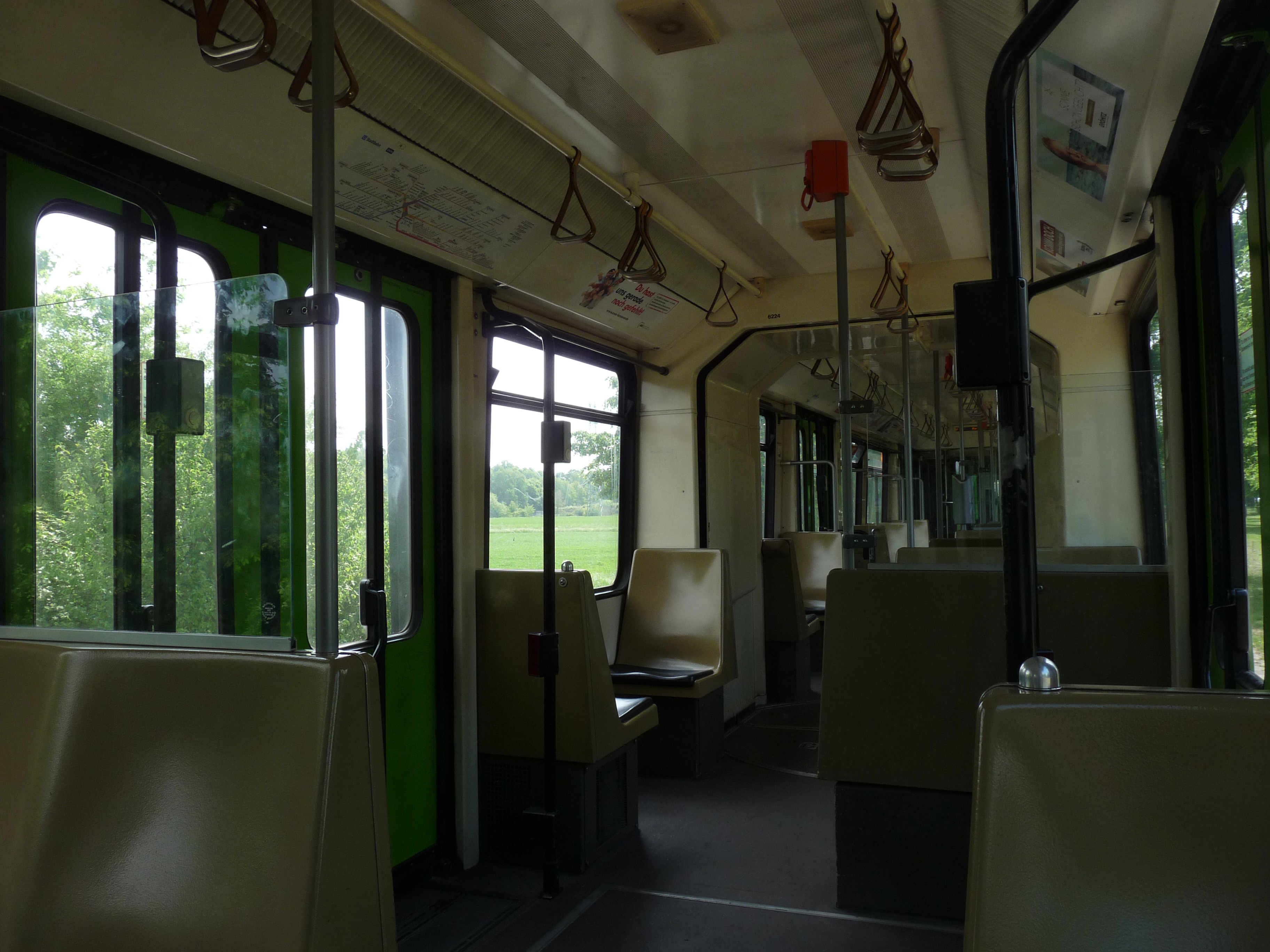
車内（2018年撮影）

### 設計変更
全260両のうち、最初の100両（6001 - 6100、1974年 - 1978年製）はデュッセルドルフ車両製造（→デュワグ）が生産した一方、それ以降の160両（6101 - 6260、1979年 - 1993年製）はリンケ-ホフマンが製造を担当した。電気機器については、両社共にシーメンス、キーペ、AEGの各社が生産したものを用いた。また、1993年まで長期に渡って行われた製造の過程では、以下のような設計変更が行われた。
- 2次車 - 床張りの変更、ワイパーの位置の移動、前面の行先表示器の終点表示灯の追加、連結器の位置の自動修正機構の搭載、抵抗器の追加、中央車体への座席の追加など。
- 3次車 - 運行管理システムであるIBIS装置の搭載。これについては1次車・2次車も後付で設置された。
- 4次車 - 天窓の設置、電機子チョッパ制御装置のマイクロプロセッサ制御の採用、車内の屋根を金属製に変更、尾灯の追加など。
- 5次車 - 乗降扉の窓の大きさを拡大。
- 6次車 - 中間車体の乗降扉付近のバーの撤去。

## 運用
最初の車両（6001）は1974年12月に到着し、翌1975年9月に開通した地下区間を含む系統に投入された。当初は25両のみがデュッセルドルフ車両製造に発注されていたが、今後のシュタットバーン網の拡大を見据えて早期に100両の注文へと変更された。その後もリンケ-ホフマンに製造企業が変更される形で増備が続き、前述の通り改良を重ねながら最終的に1993年までに260両が導入される事となった。
その後、2000年に開催された万国博覧会（EXPO 2000）での多客輸送を経て車両が余剰となった事を機に、TW6000形のハノーファー・シュタットバーンからの撤退が始まり、解体された車両も存在する一方、後述の通り多くの車両が他都市へ譲渡されている。
一方、一部車両はハノーファーで保存されており、そのうち2006年に営業運転を終了したトップナンバーの6001は2010年以降動態保存されており、イベント時の運転に加えて教習用に使われる事もある。他にも2018年に廃車となった2両（6129、6166）はハノーファー路面電車博物館で動態保存され、博物館内の路線を使った運転体験に用いられている。

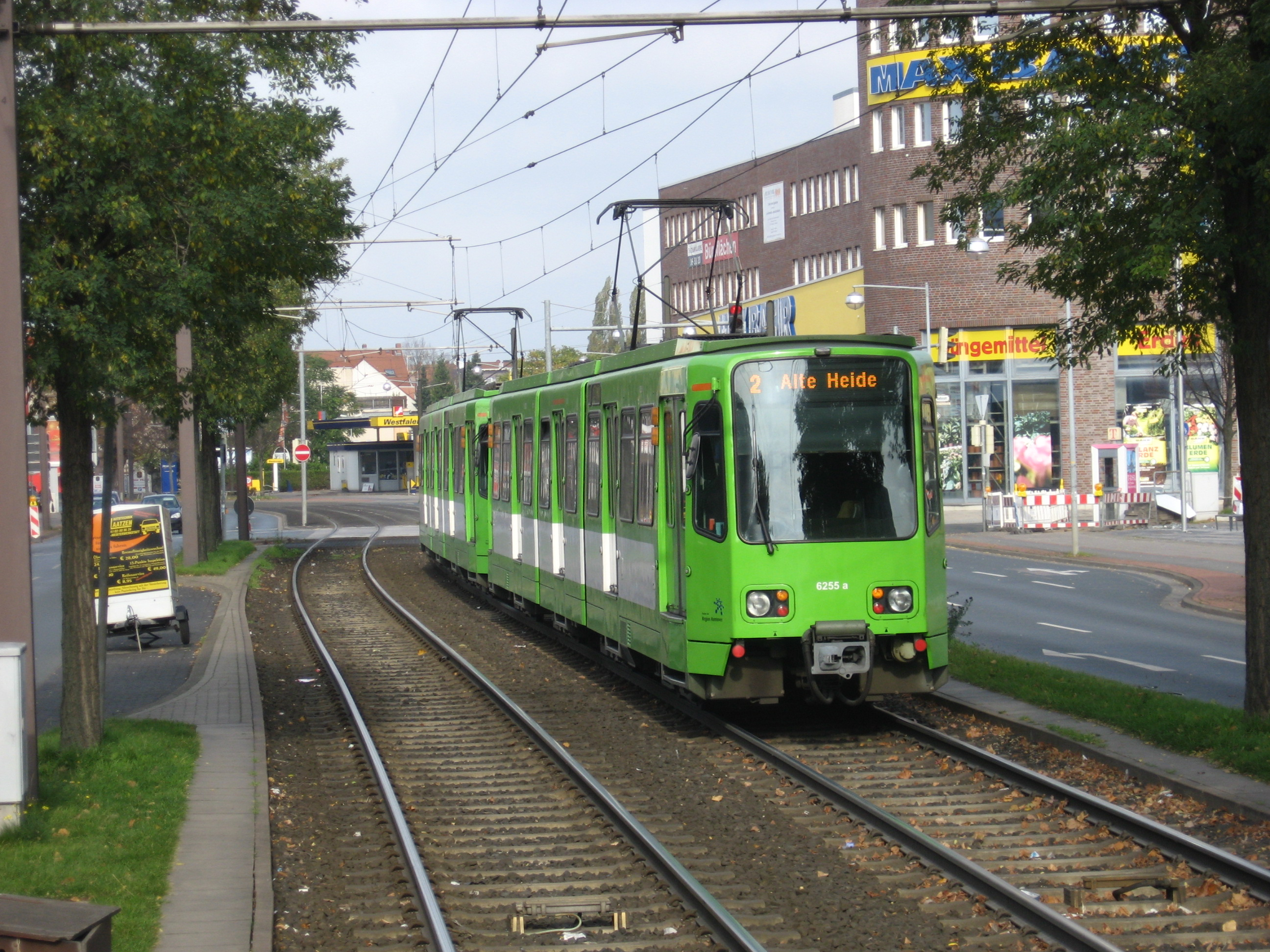
2008年撮影
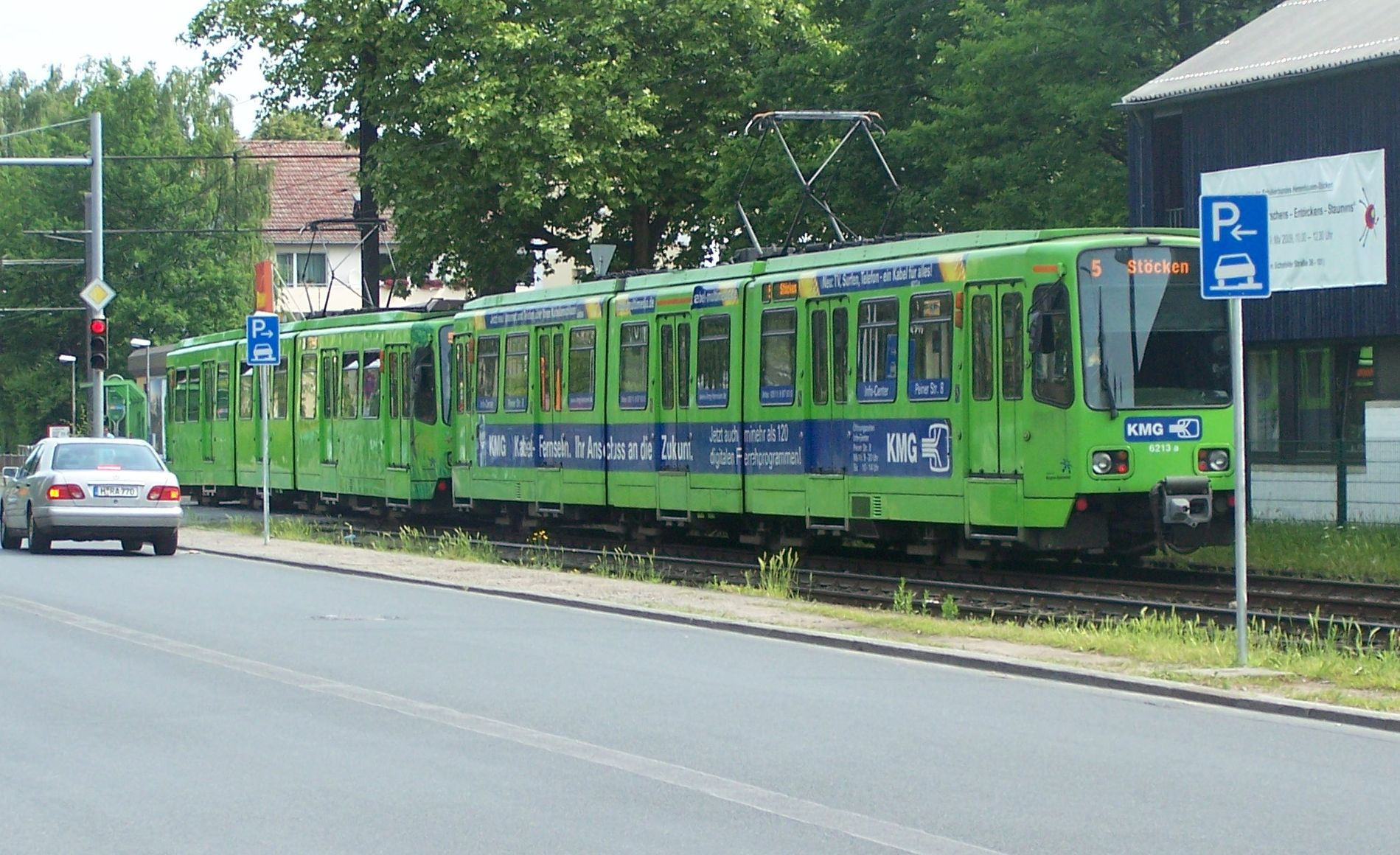
2009年撮影
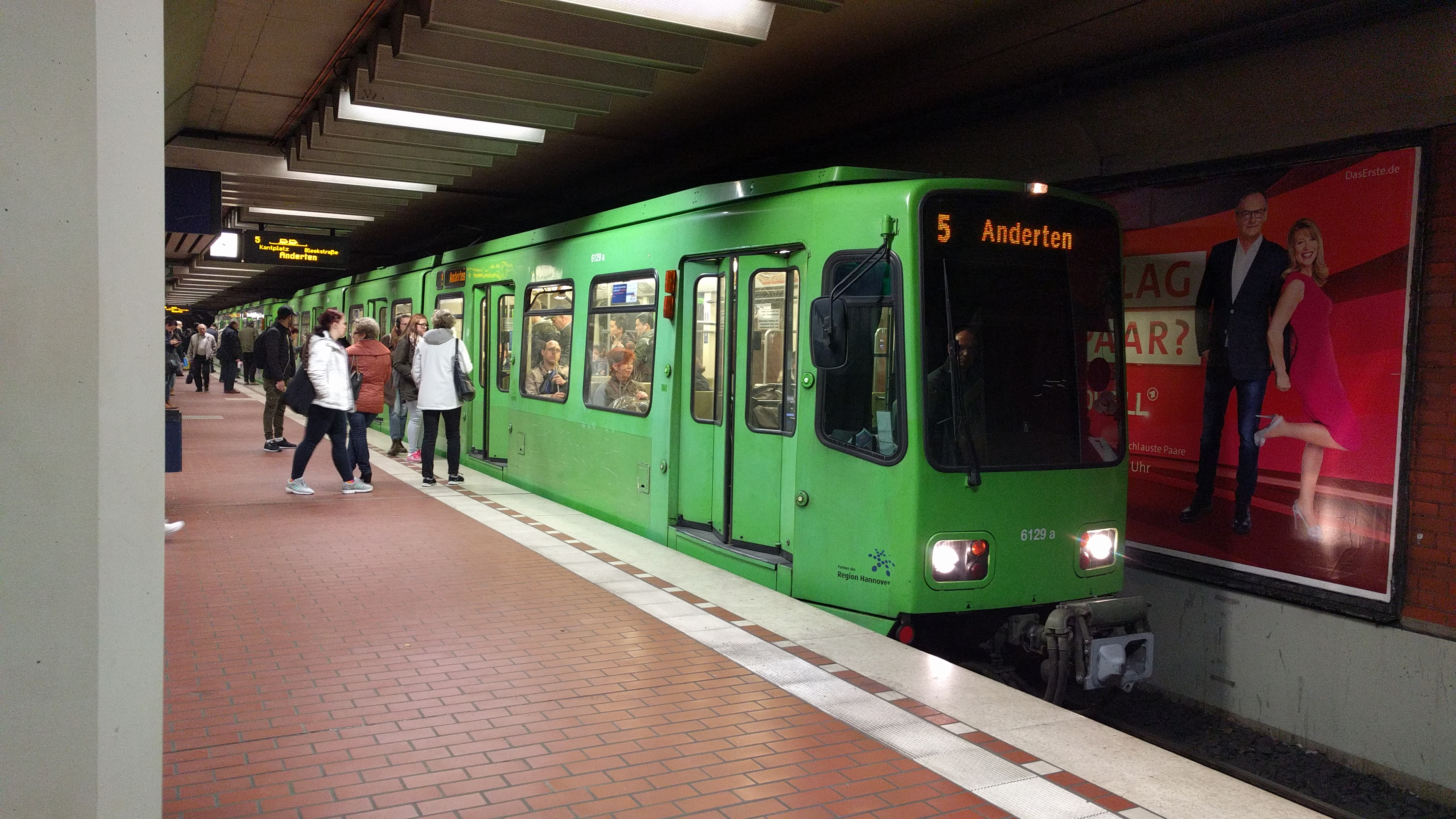
2017年撮影
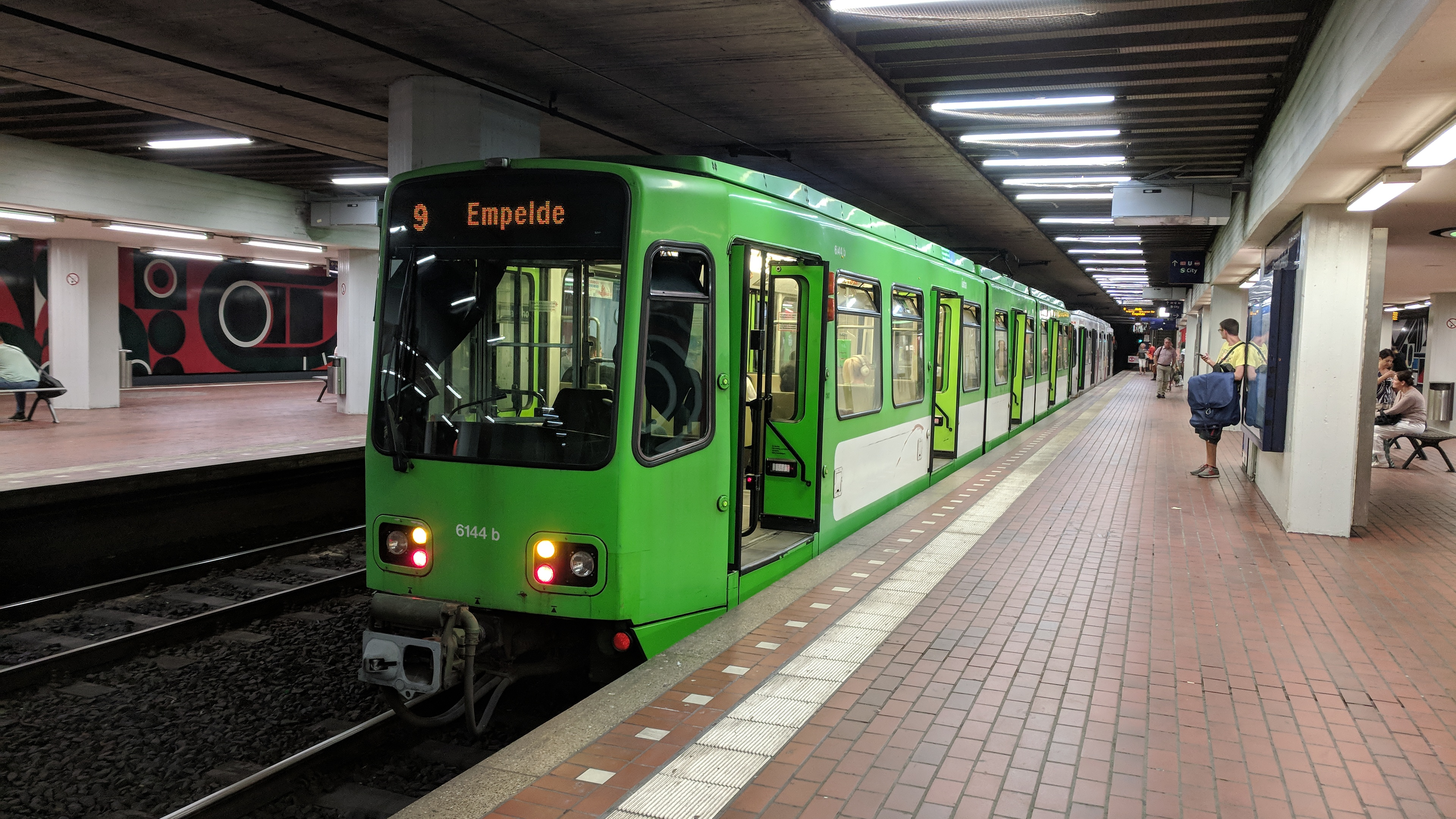
2018年撮影
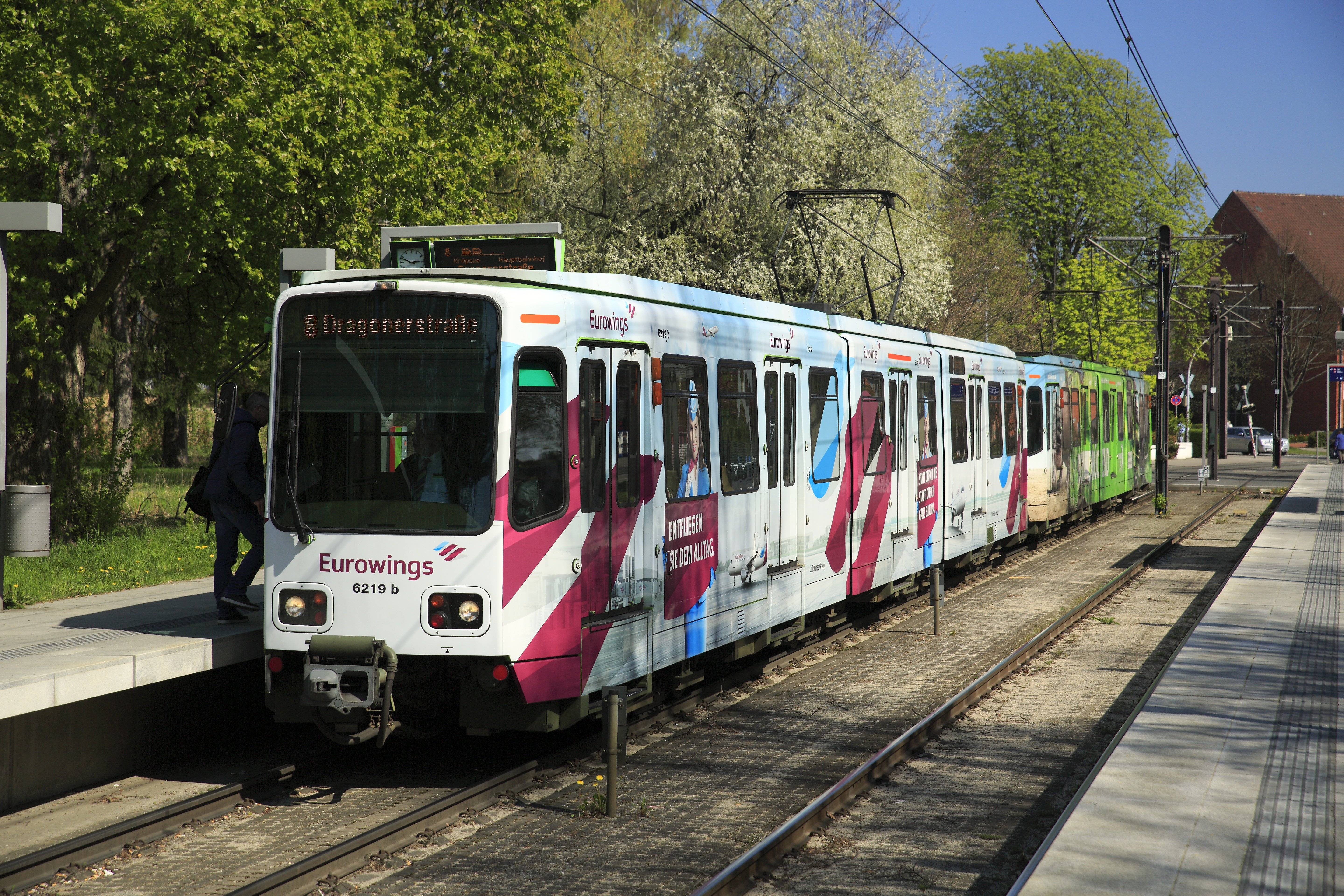
2019年撮影
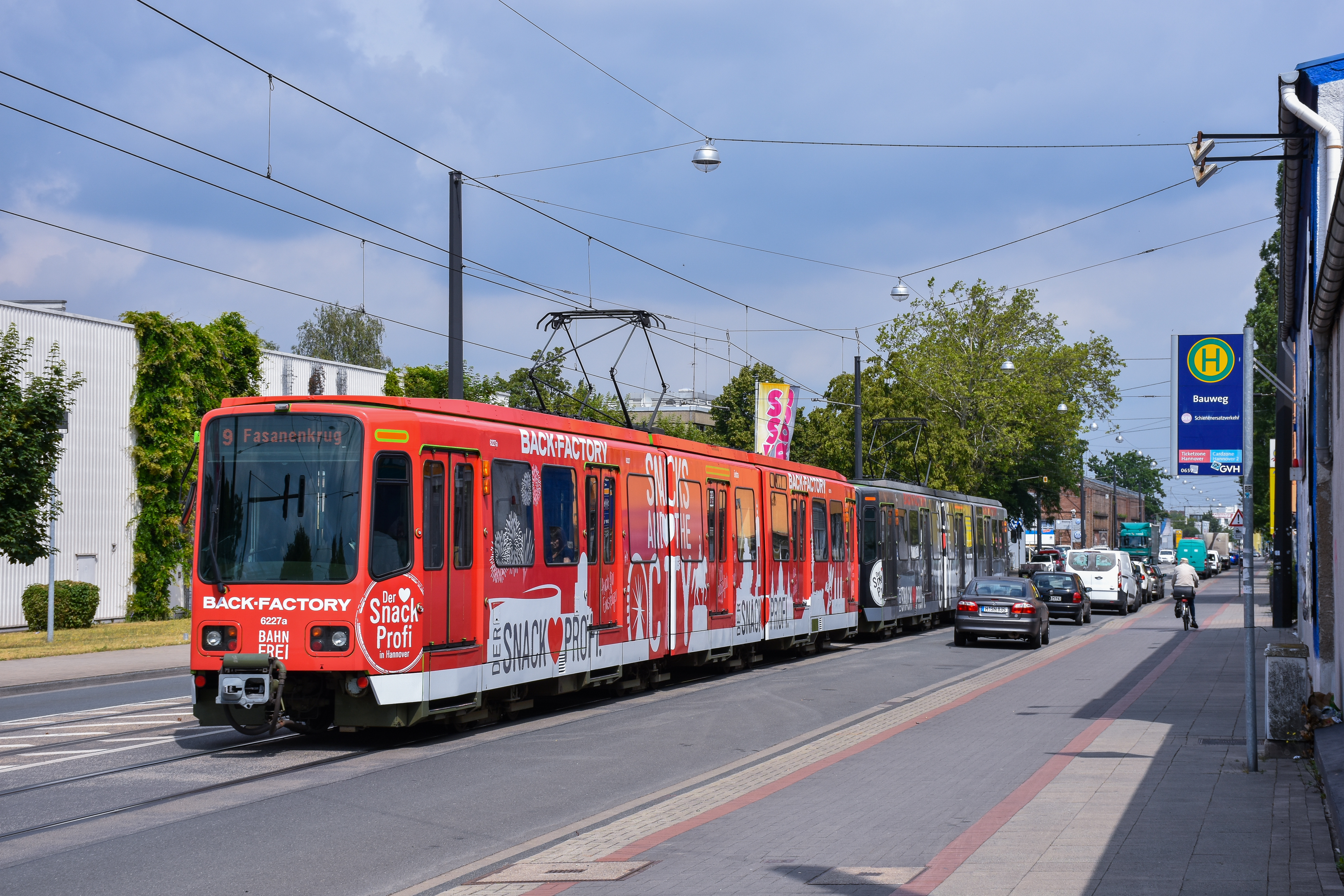
2019年撮影
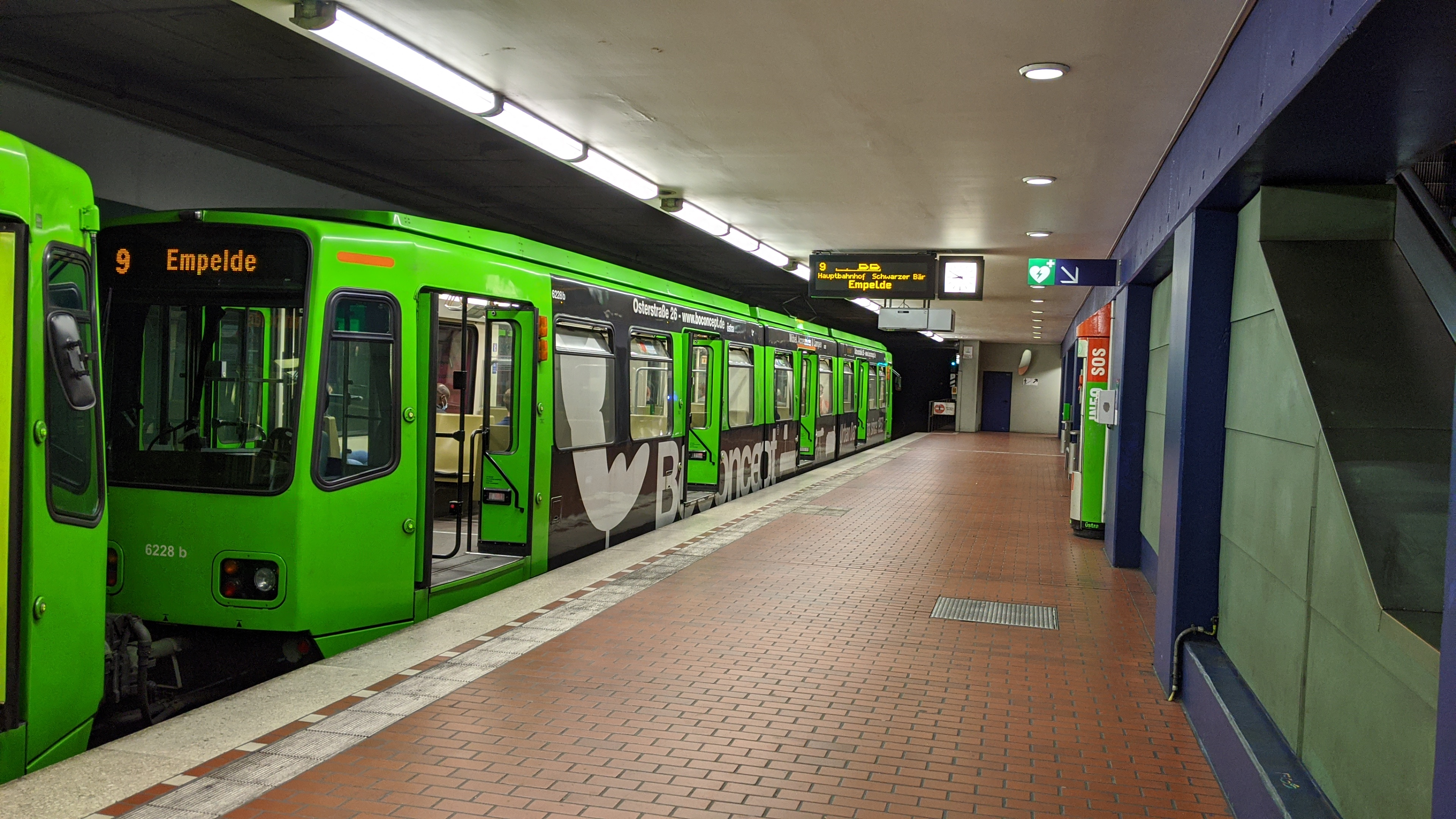
2020年撮影
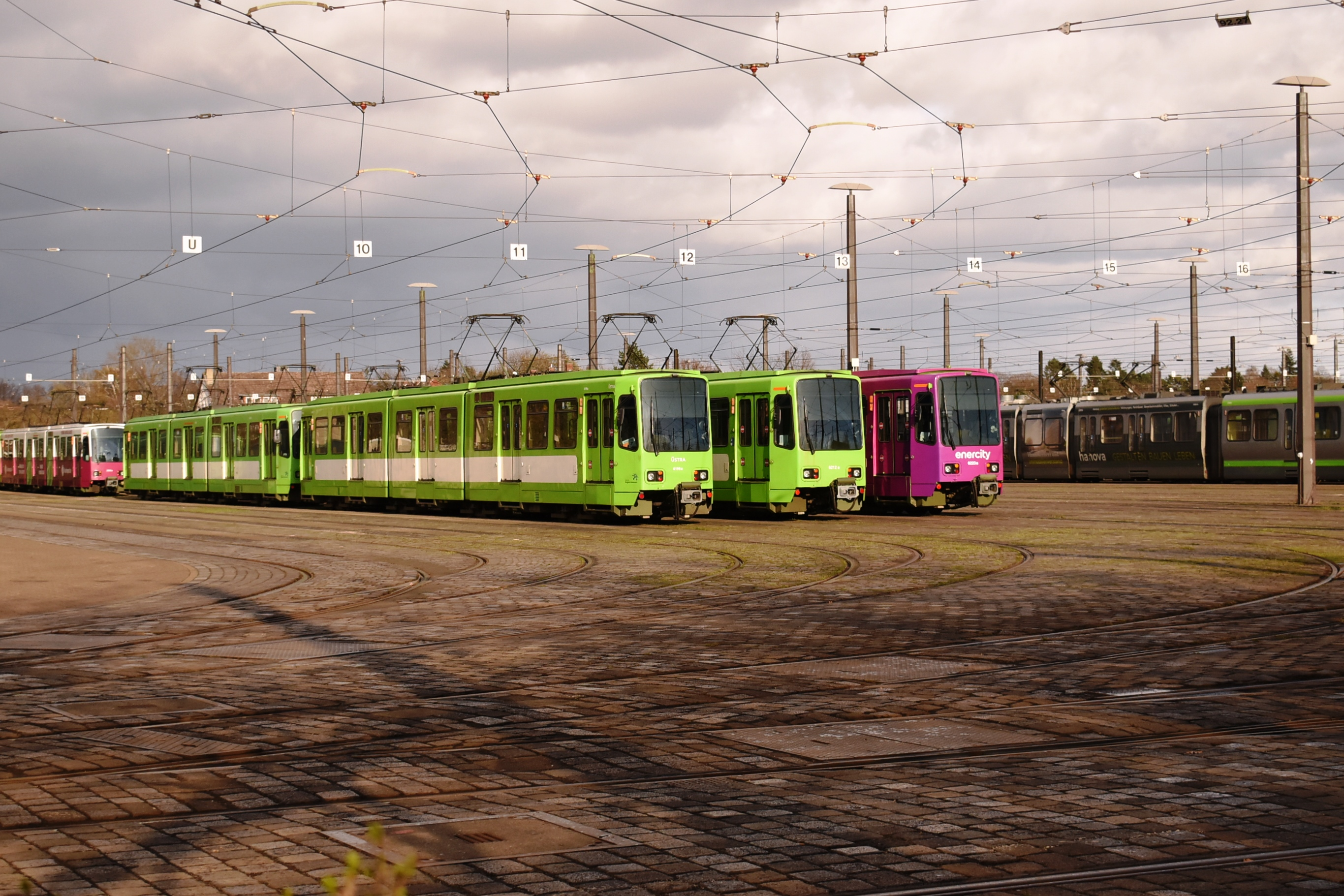
2021年撮影
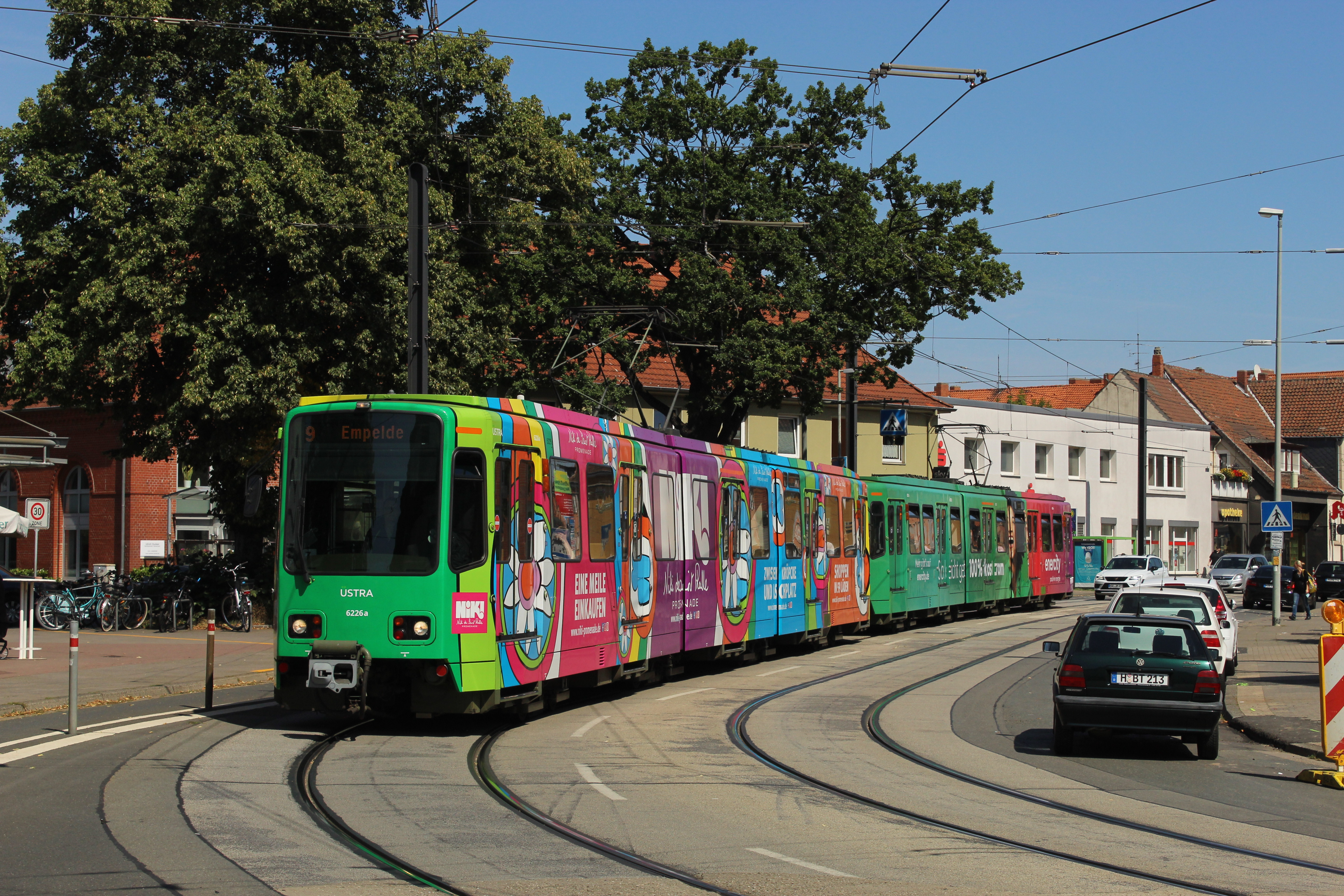
2021年撮影
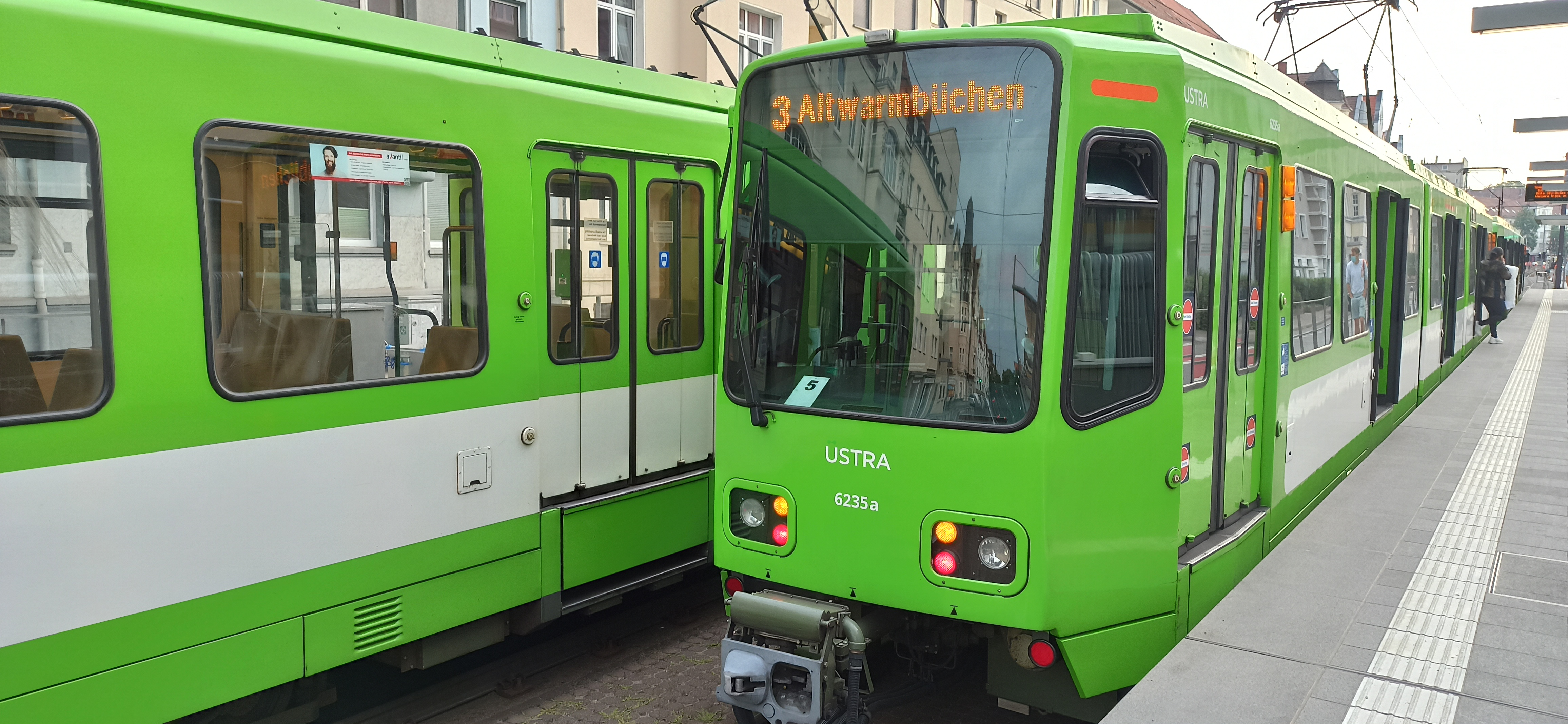
2021年撮影
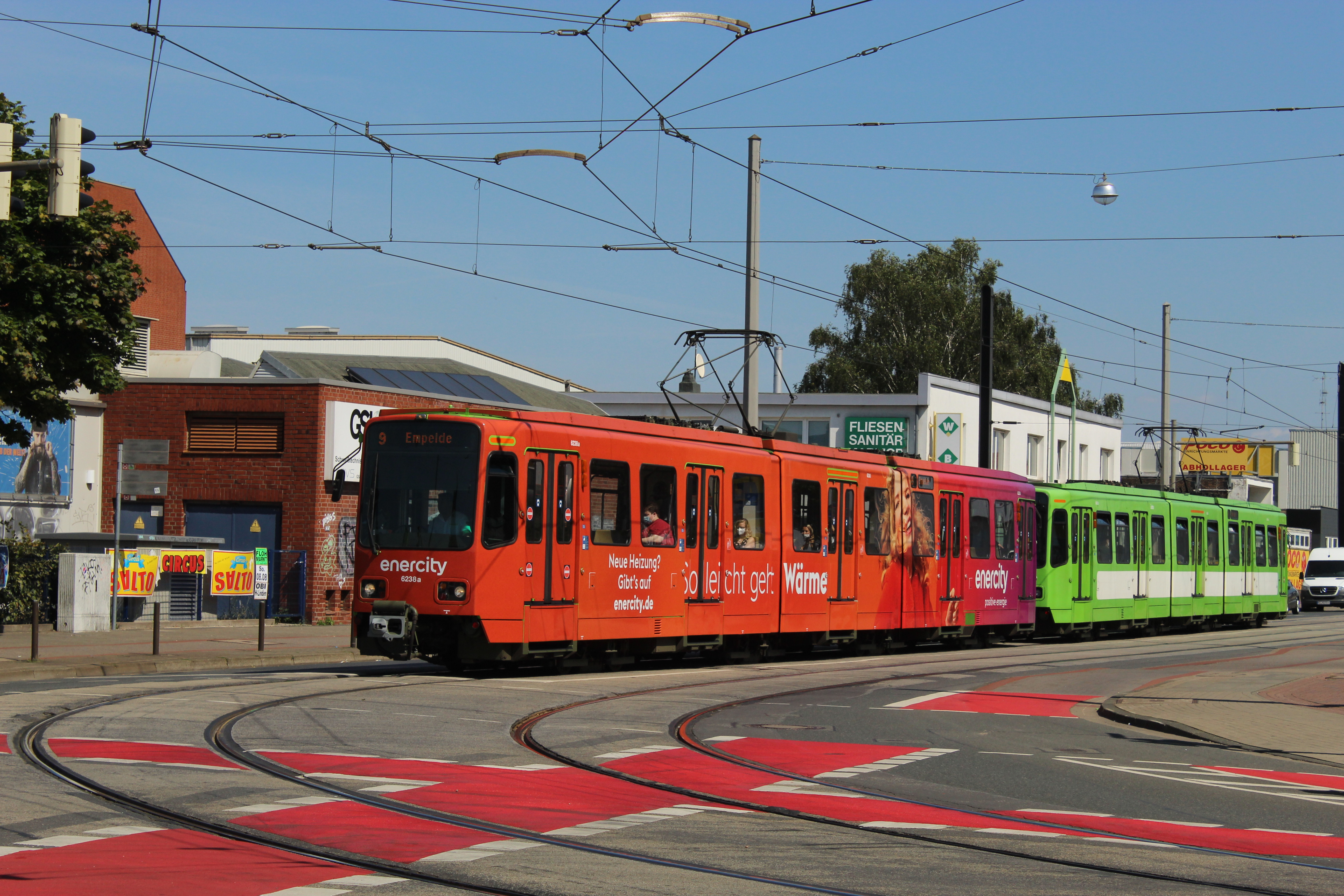
2021年撮影
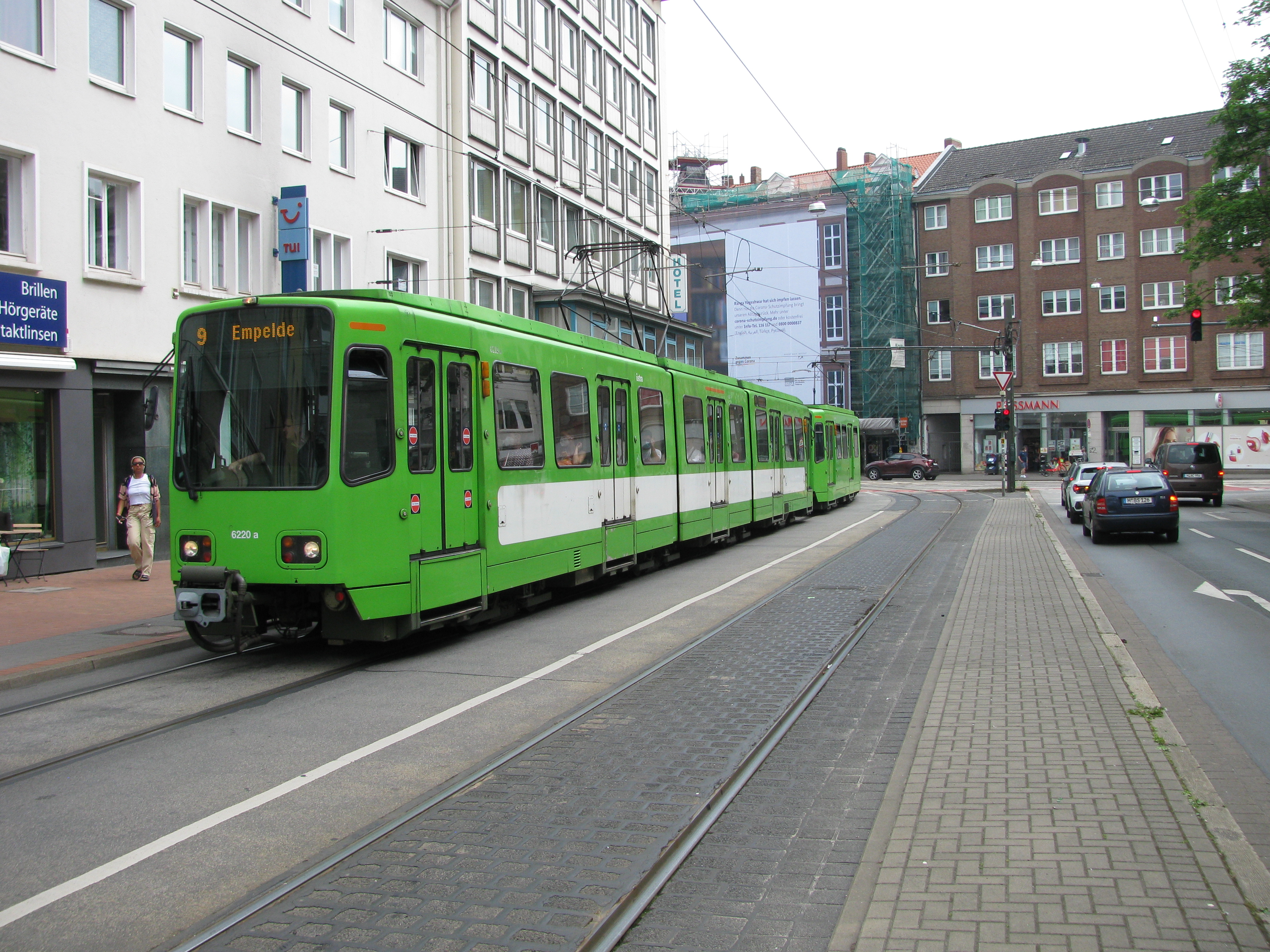
2021年撮影
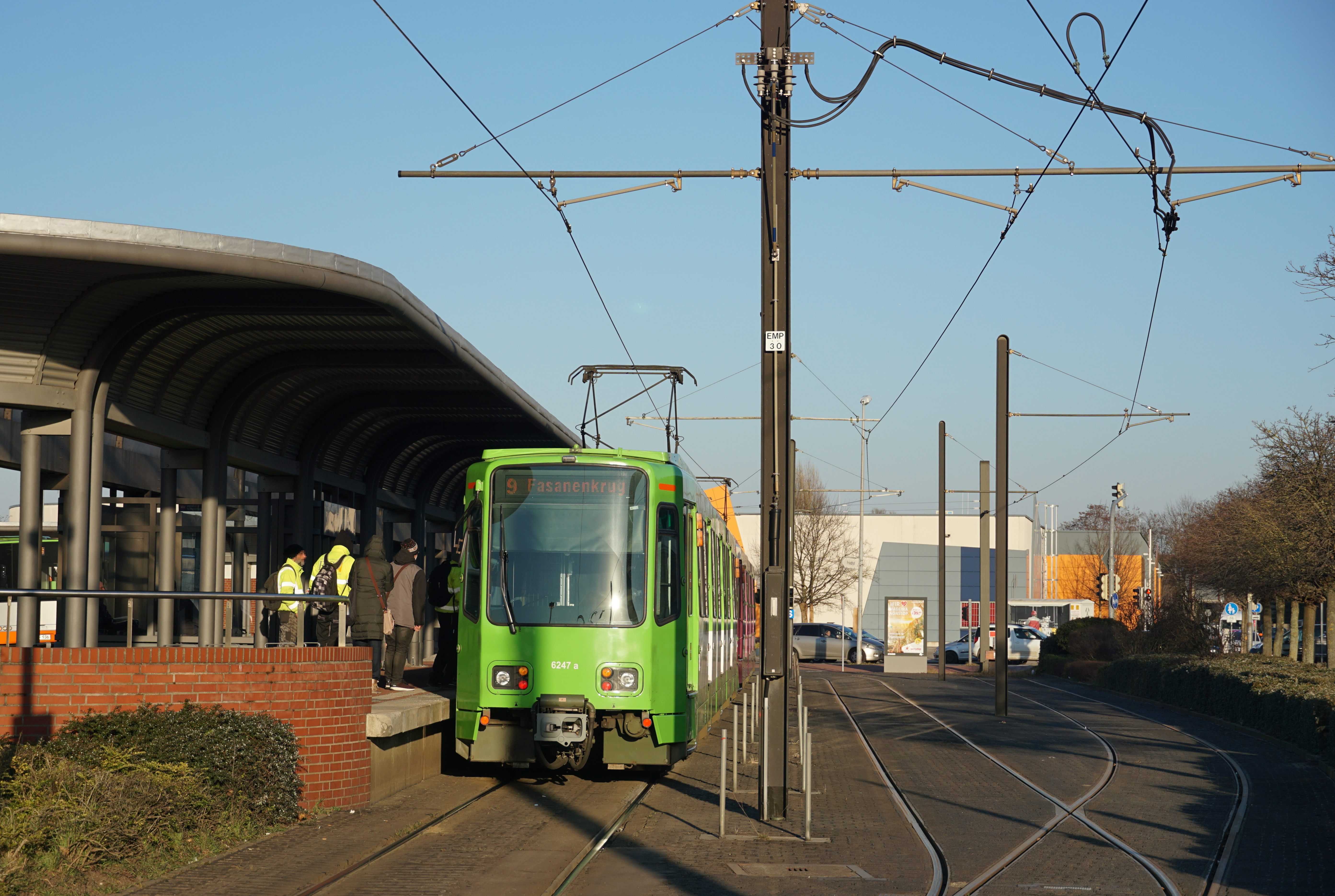
2022年撮影
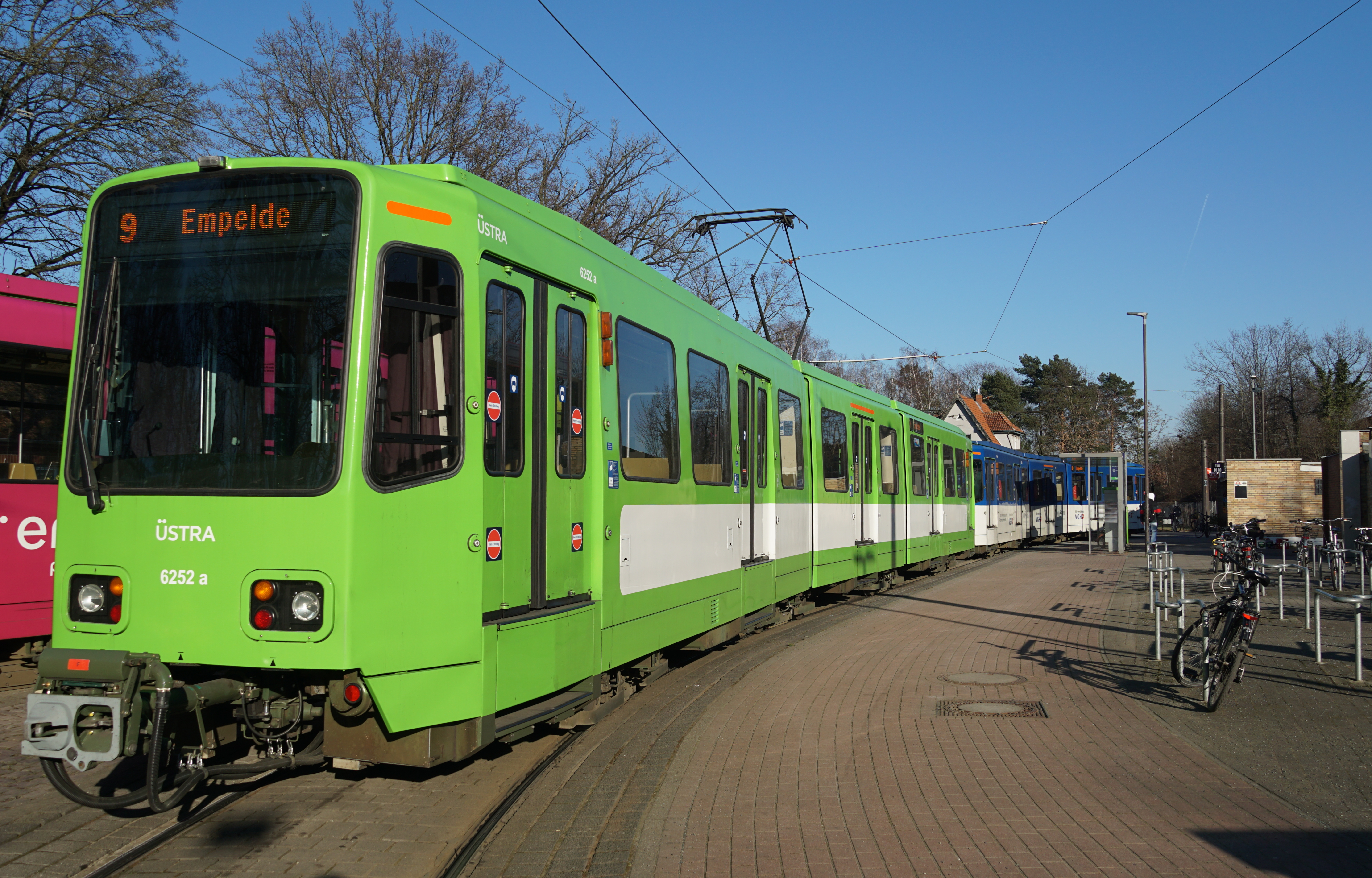
2022年撮影
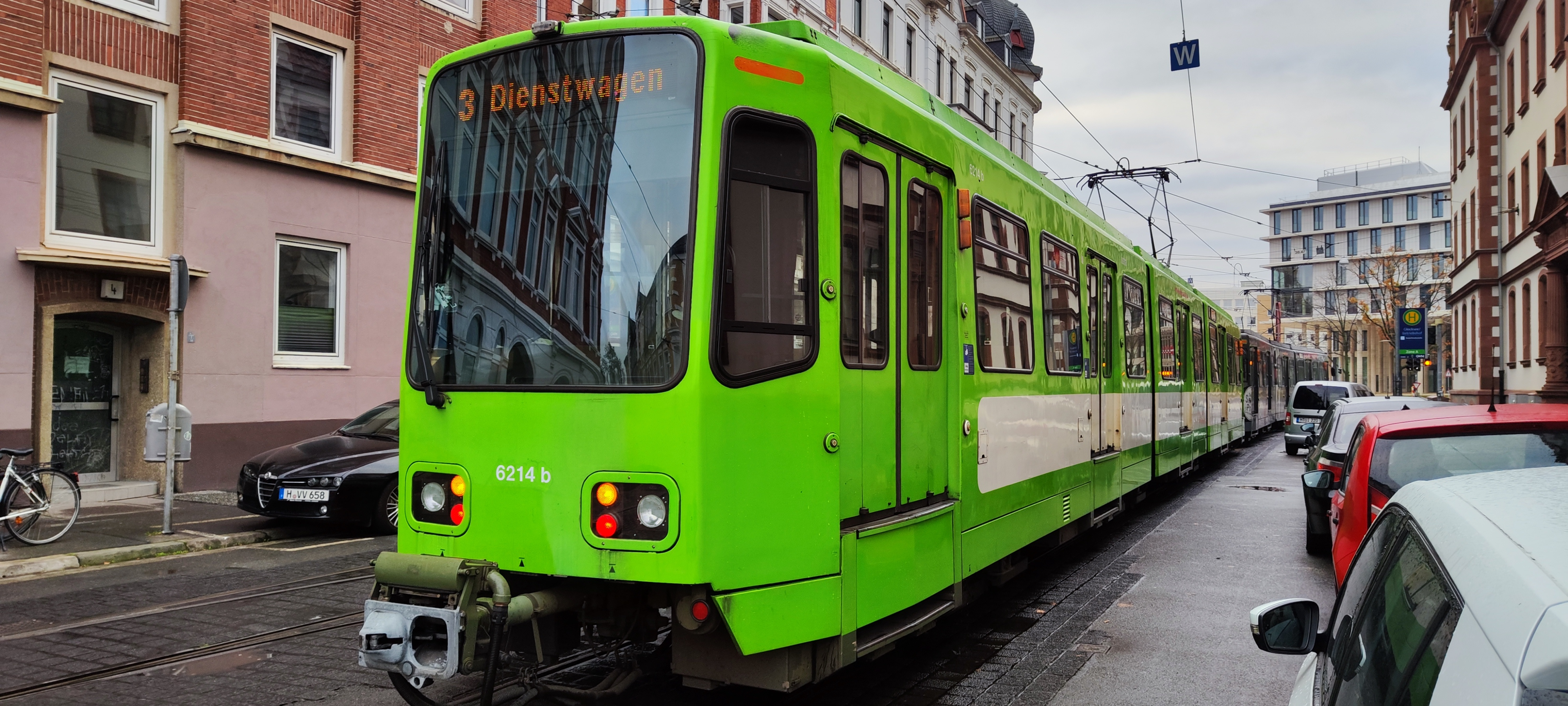
2023年撮影

## 譲渡
ハノーファー・シュタットバーンでの営業運転を終了したTW6000形の一部は他都市の路面電車への譲渡が行われており、特に2000年の万国博覧会に合わせた運用を経て新型車両の導入により余剰となった車両の多くがブダペスト市電を始めとした各地の路面電車で再度営業運転に用いられている。

### ブダペスト

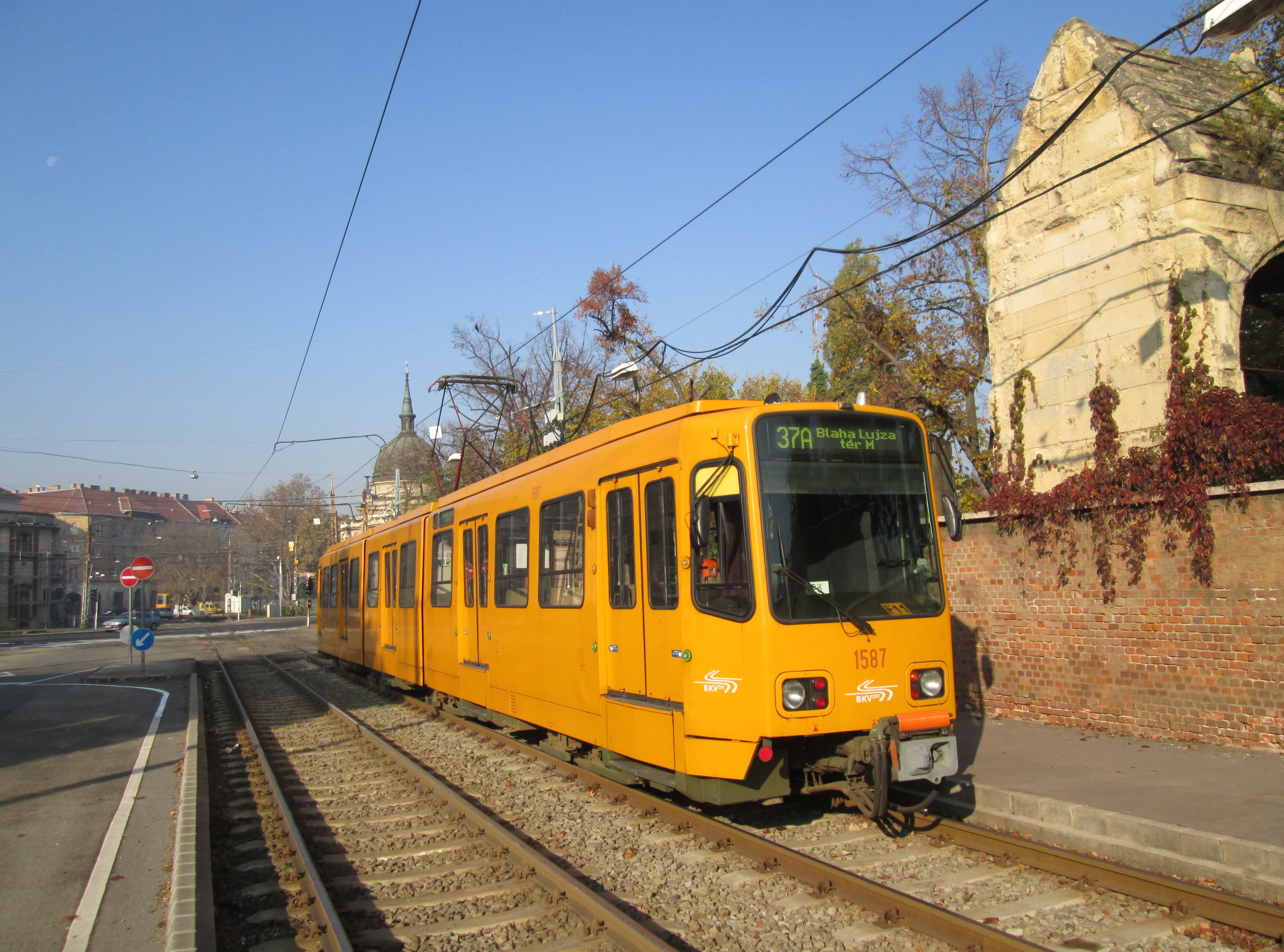
TW6000（ブダペスト）
（2015年撮影）

ハンガリーの首都・ブダペストの路面電車であるブダペスト市電では、1950年代から1960年代に製造された旧型電車（UV形）の老朽化が問題となっていた。そこで2000年にハノーファー市交通会社はブダペスト市に対し、余剰となったTW6000形の譲渡を提案した。その後、他国からの中古車両の導入に関して論争が巻き起こったものの、最終的に2001年2月にブダペスト市議会はTW6000形の購入を決議した。
この譲渡に際して、ブダペスト側の要望に応じてハノーファーで各種の改造や仕様変更が行われており、塗装が黄色を基調としたものに変更されている他、運転台もデジタルディスプレイを搭載した近代的なものに交換され、清掃時の効率性を高めるための床材の変更も実施されている。車両番号も変更されており、デュッセルドルフ車両製造製の車両は1500番台（93両、1500 - 1592）、リンケ-ホフマン製の車両は1600番台（25両、1600 - 1624）の番号が付けられている。

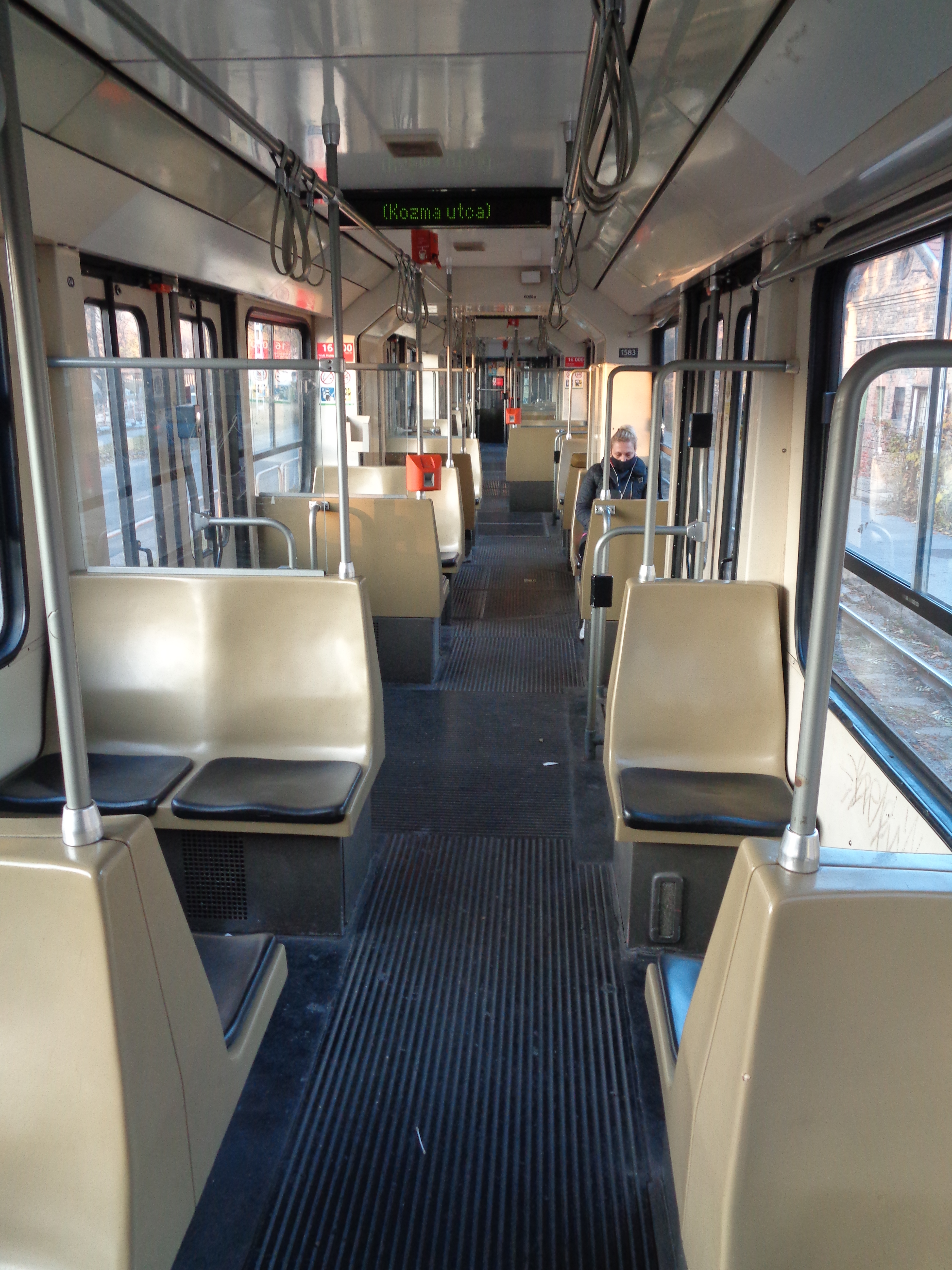
車内（2021年撮影）
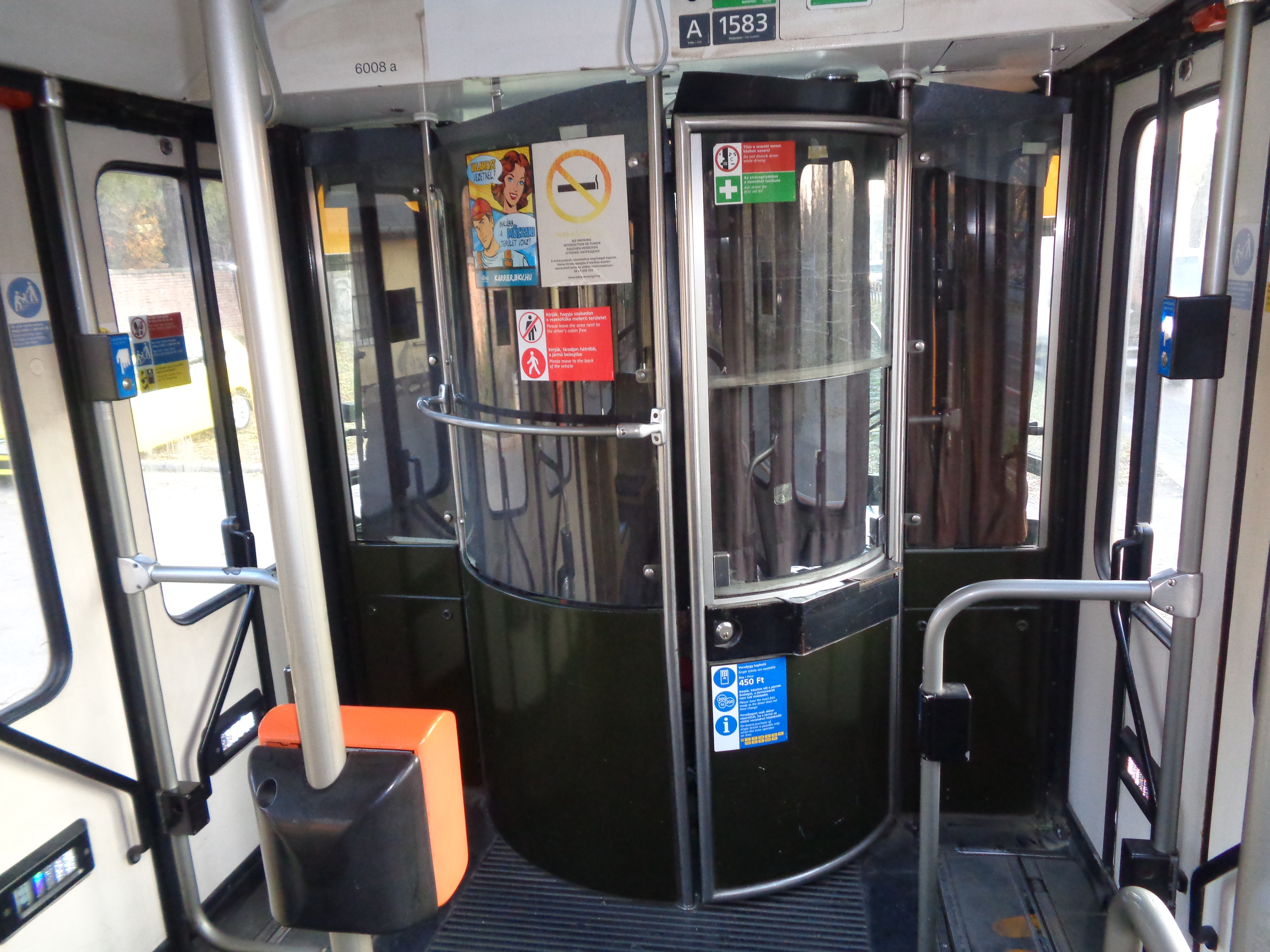
車内（運転席側）（2021年撮影）
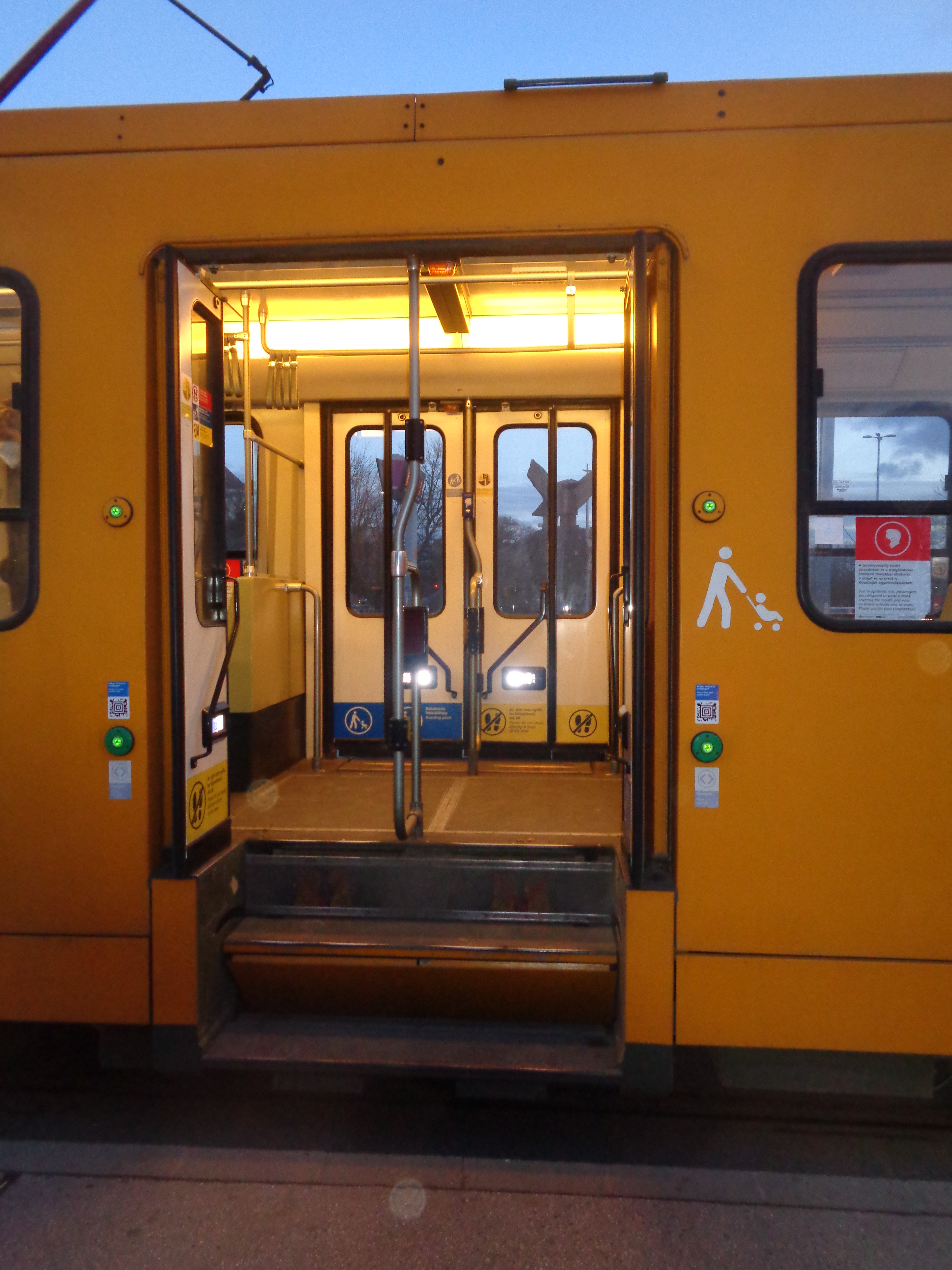
乗車の際はステップを経由する必要がある（2022年撮影）

2001年に最初の車両が納入され、試運転を経て10月3日から営業運転を開始しており、それ以降ハノーファーを含めた各都市から以下のように複数回に渡って譲渡が実施されている。2017年時点では主にドナウ川の東岸にあたるペスト地区の系統で使用されているが、これらの系統は全て低床式プラットホームであるため、バリアフリーの面で難が生じている。
- 2001年 - 76両をハノーファー・シュタットバーンから譲受。当初は68両の予定であったが、追加購入が行われた。
- 2010年 - 2011年  - 20両をハノーファー・シュタットバーン、ハーグ市電から譲受。そのうち4両は部品取り用の非営業車両であったが、後年に1両が営業運転に投入された。これに加えて3両が譲受される予定だったが実現せず、これらの車両は解体された。
- 2011年 - 10両をハノーファー・シュタットバーンから譲受。
- 2015年 - 2016年 - 15両をハノーファー・シュタットバーンから譲受。

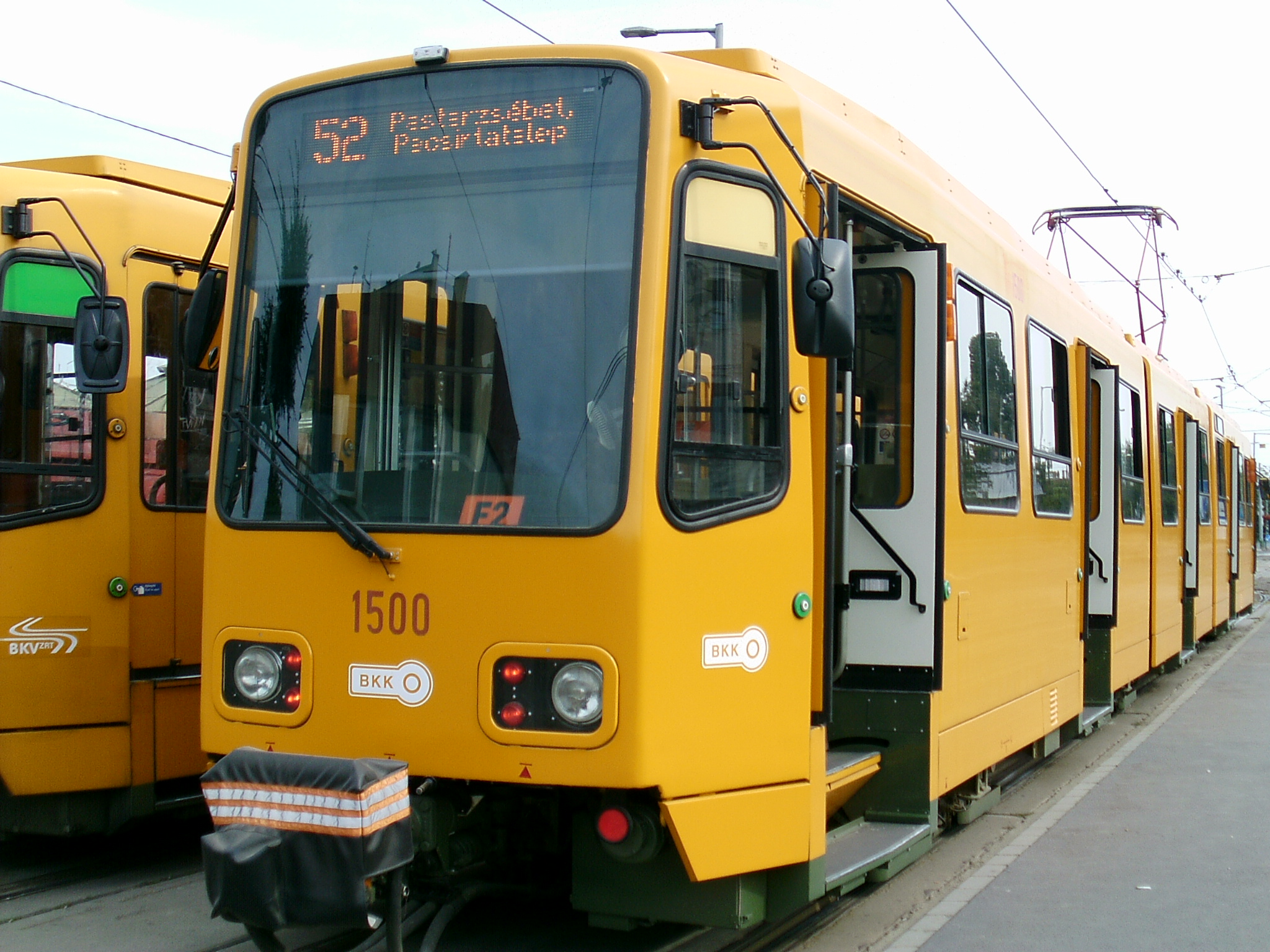
2014年撮影
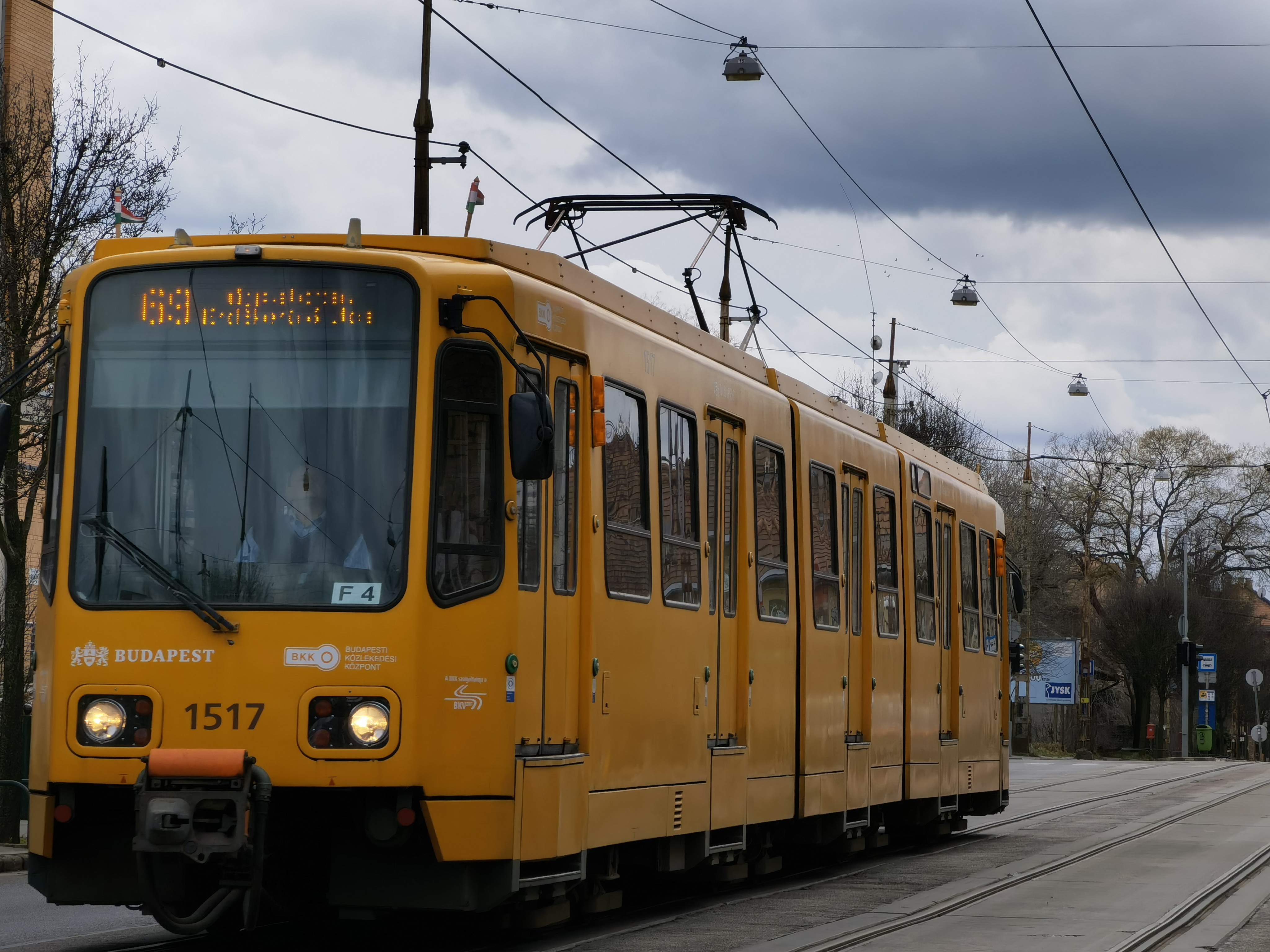
2021年撮影
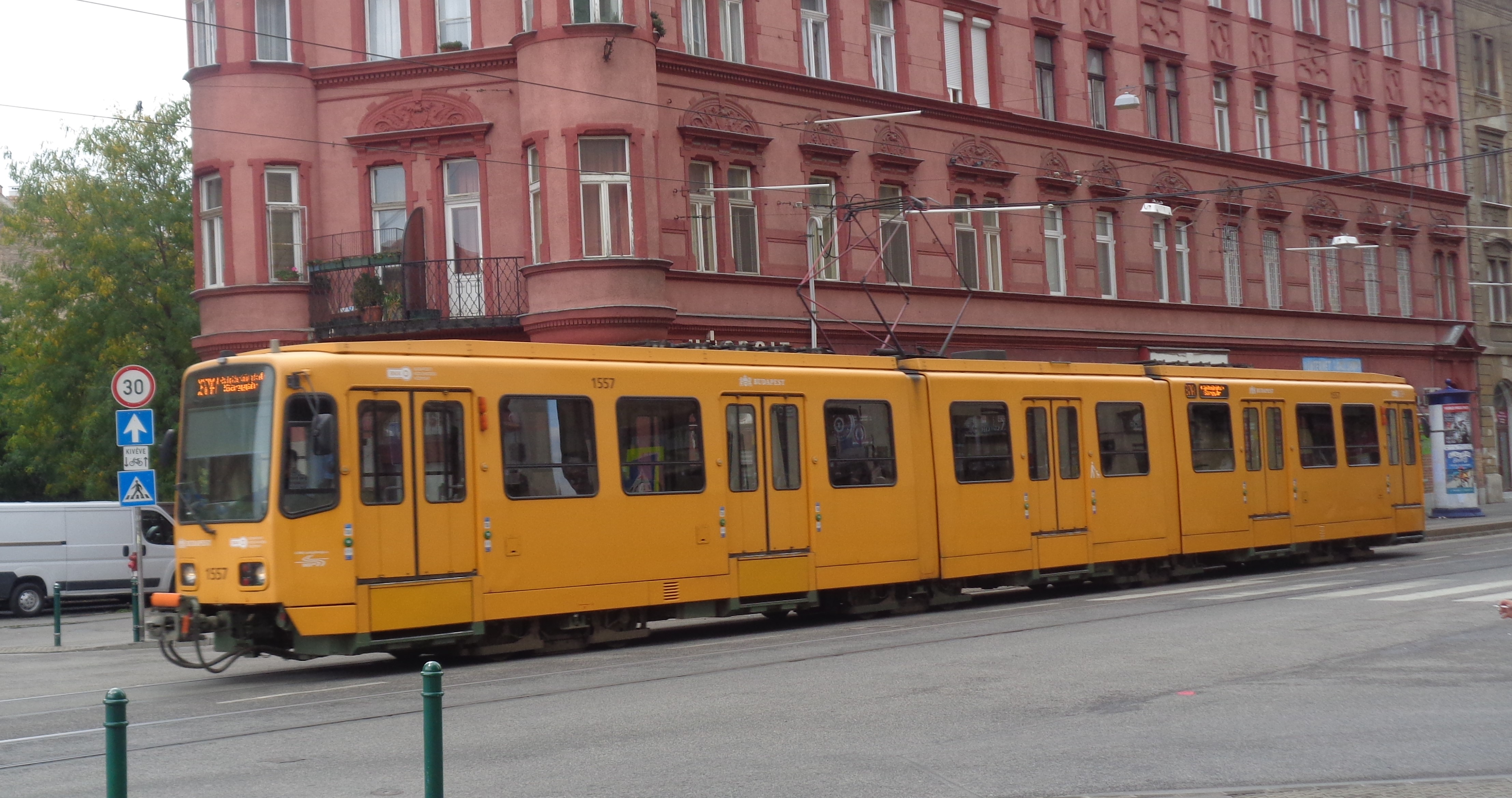
2022年撮影
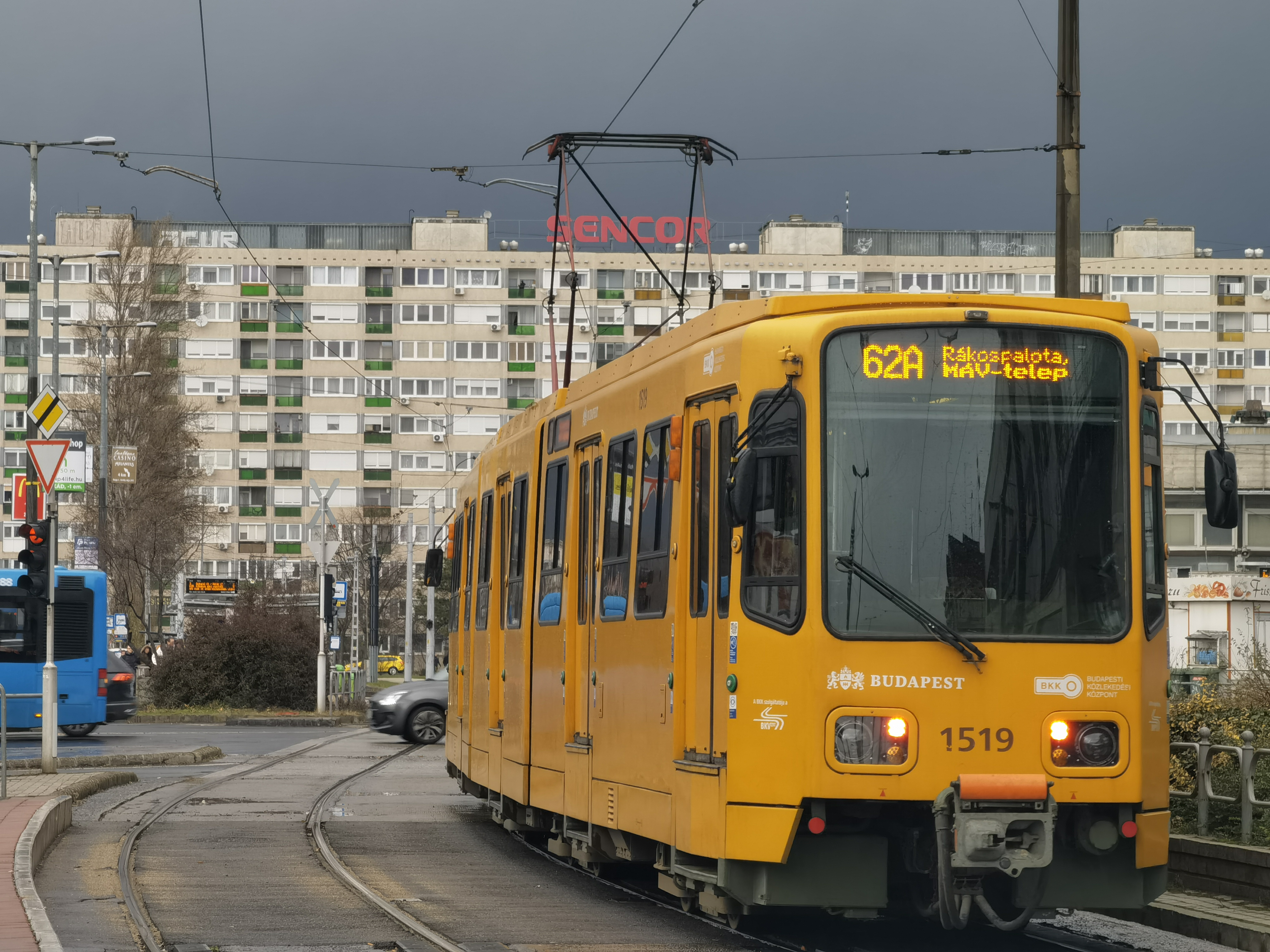
2023年撮影
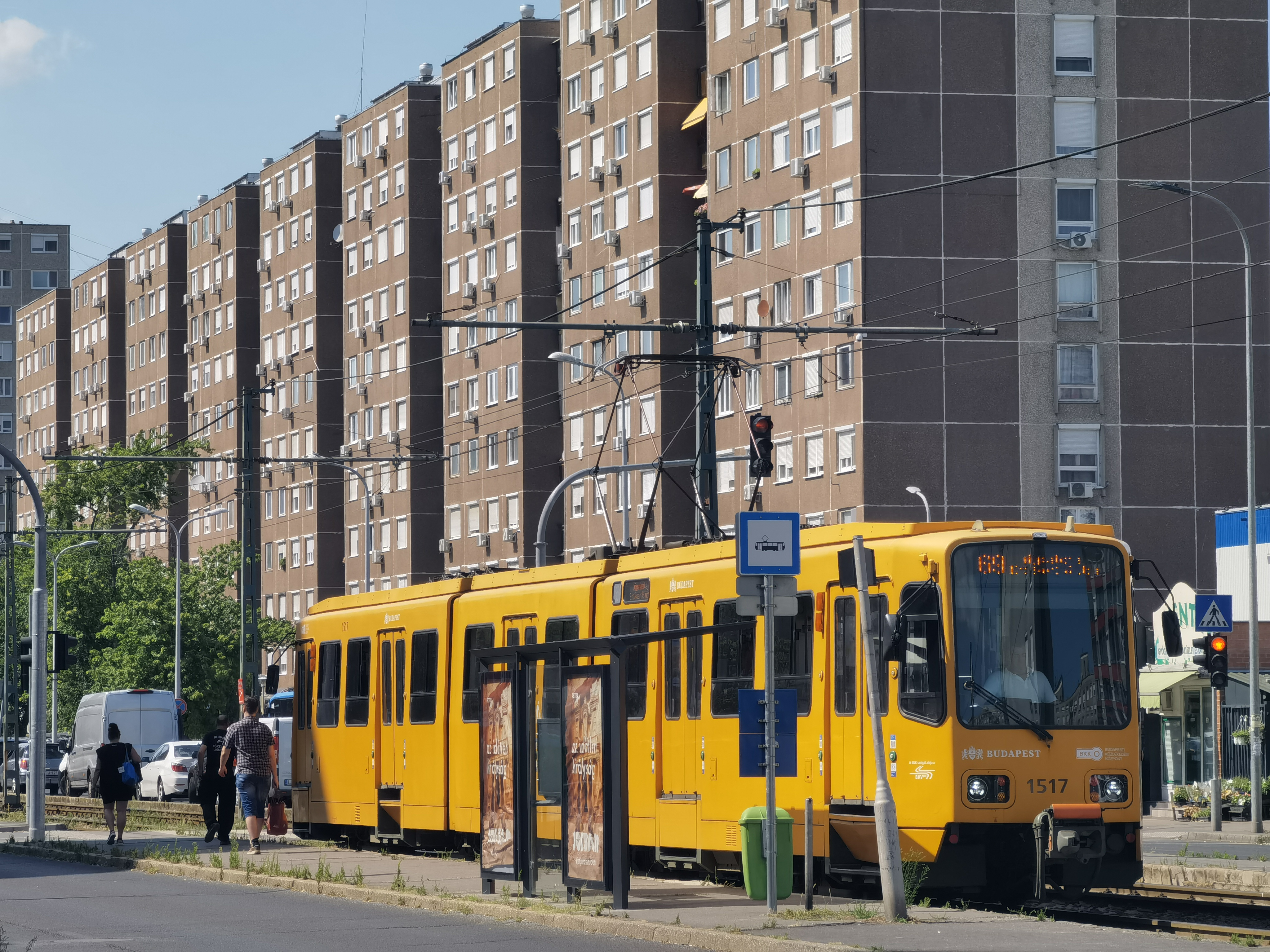
2023年撮影
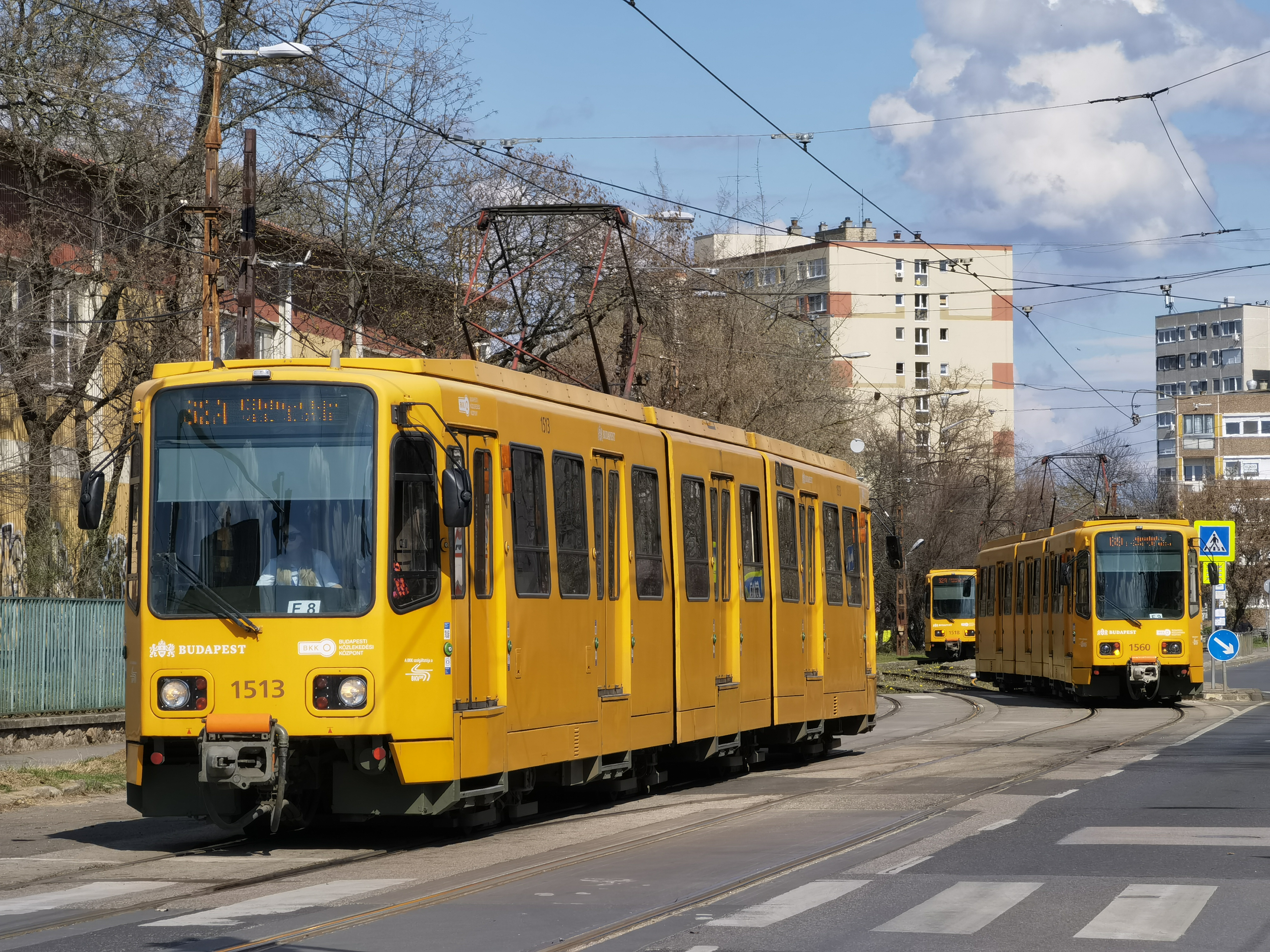
2023年撮影
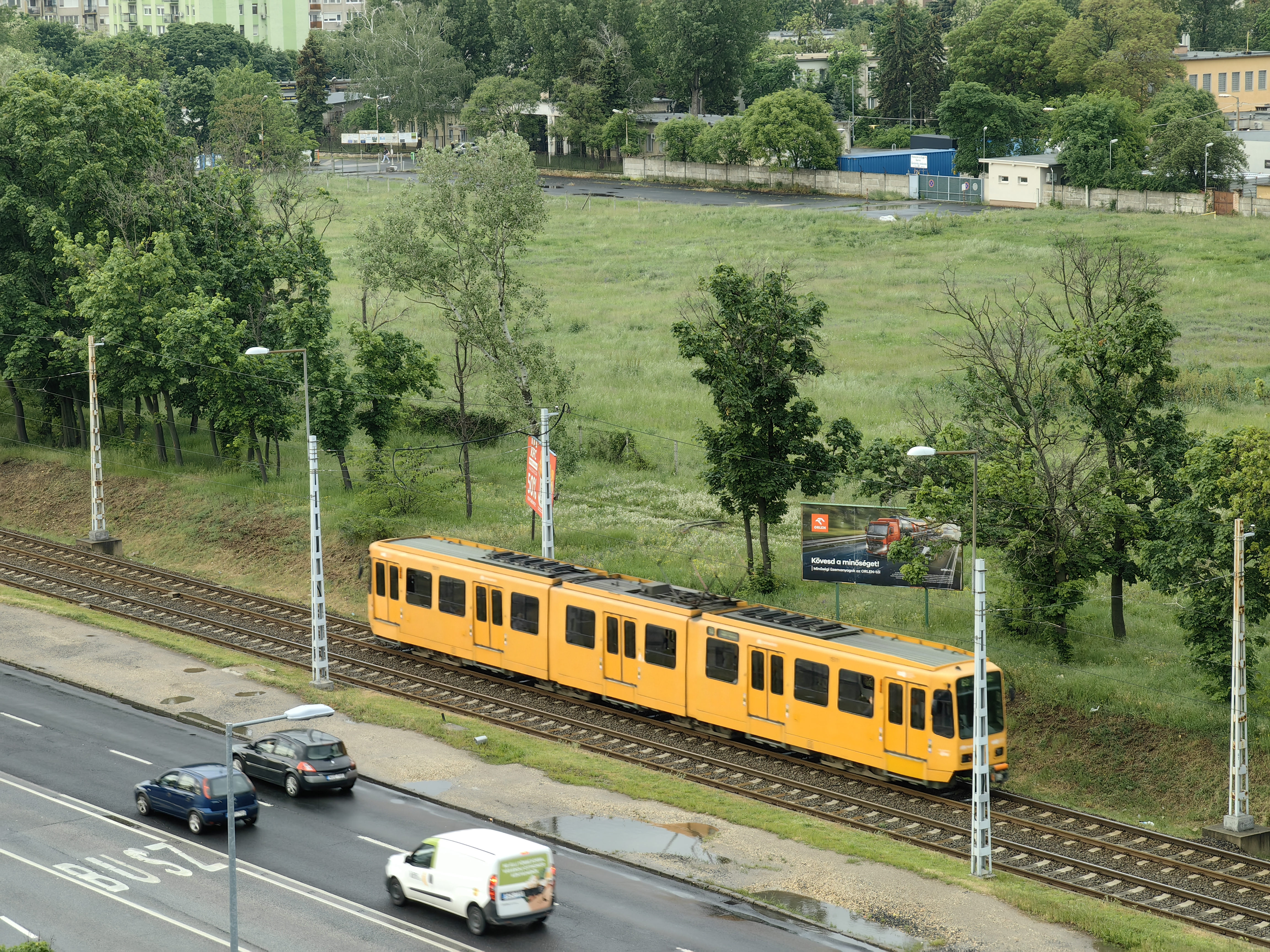
2023年撮影
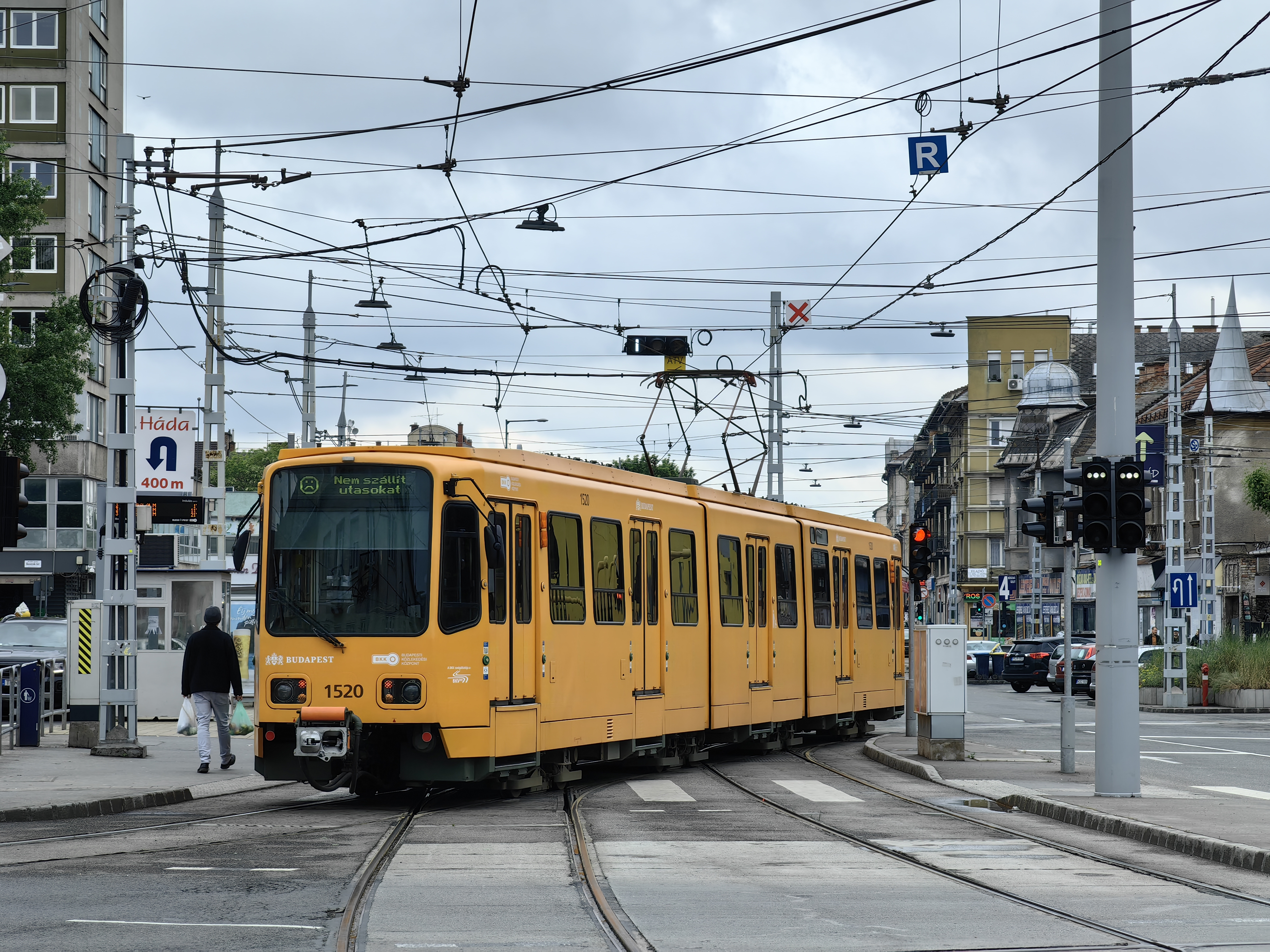
2023年撮影
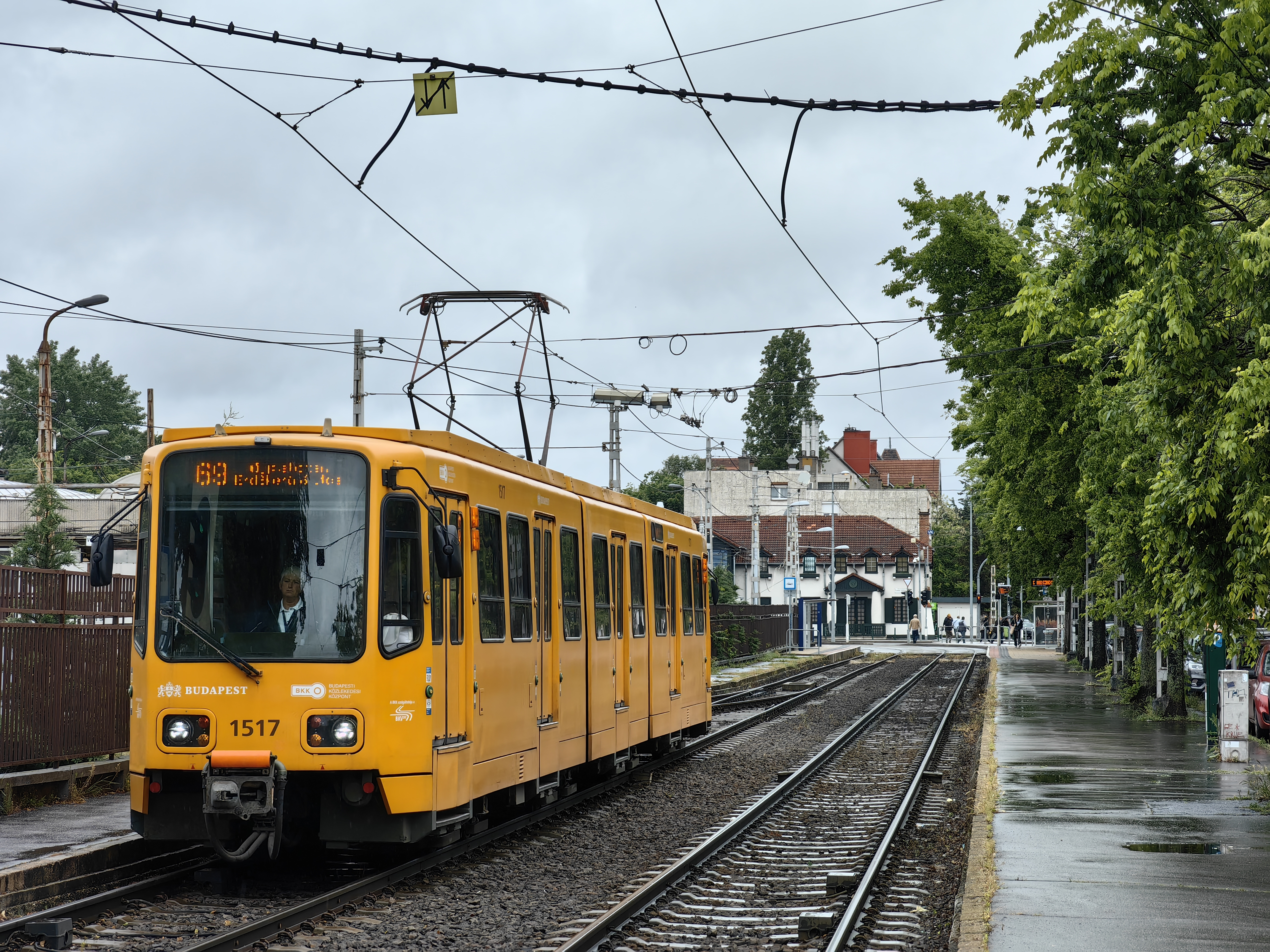
2023年撮影
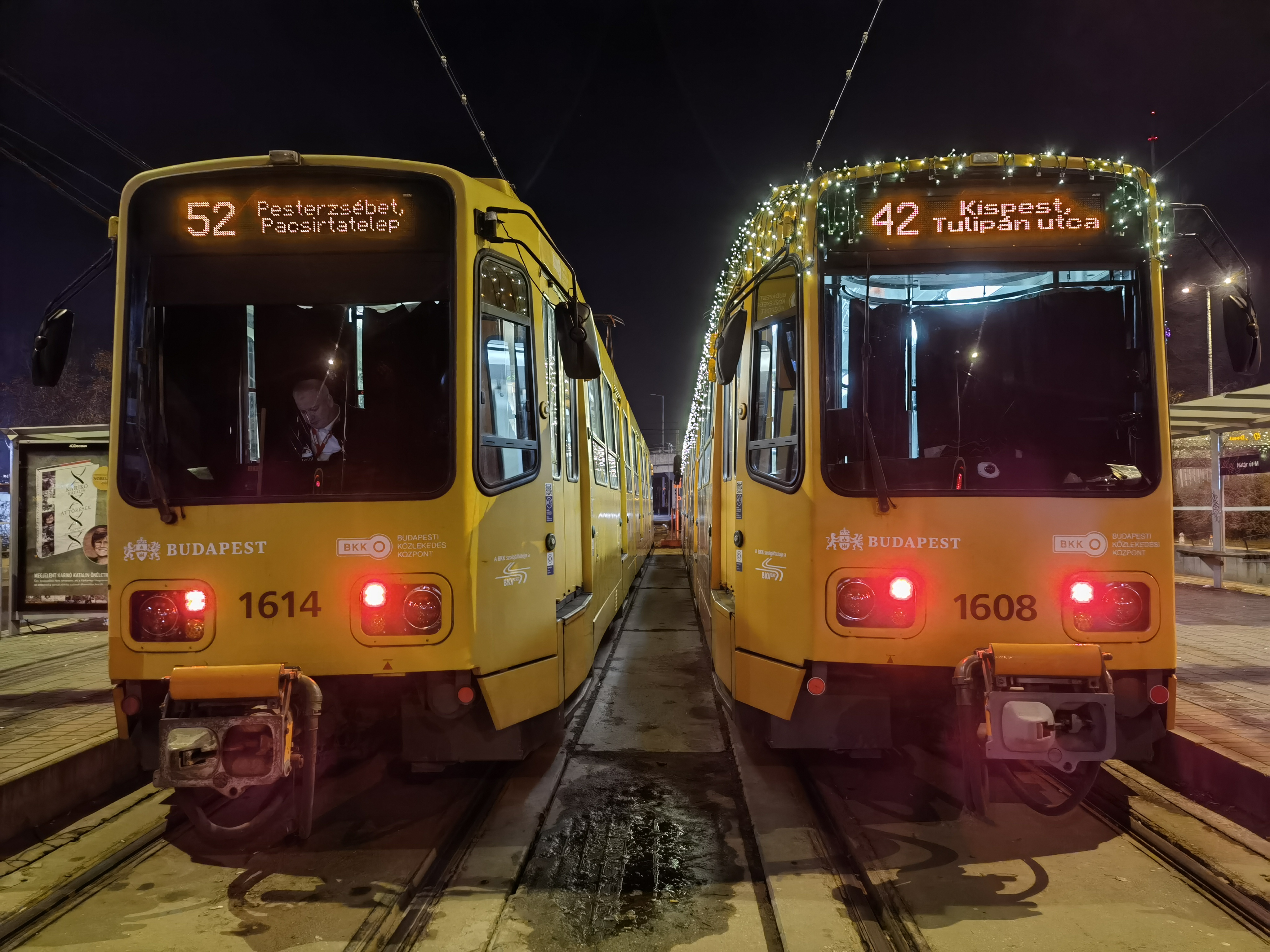
2023年撮影

### デン・ハーグ

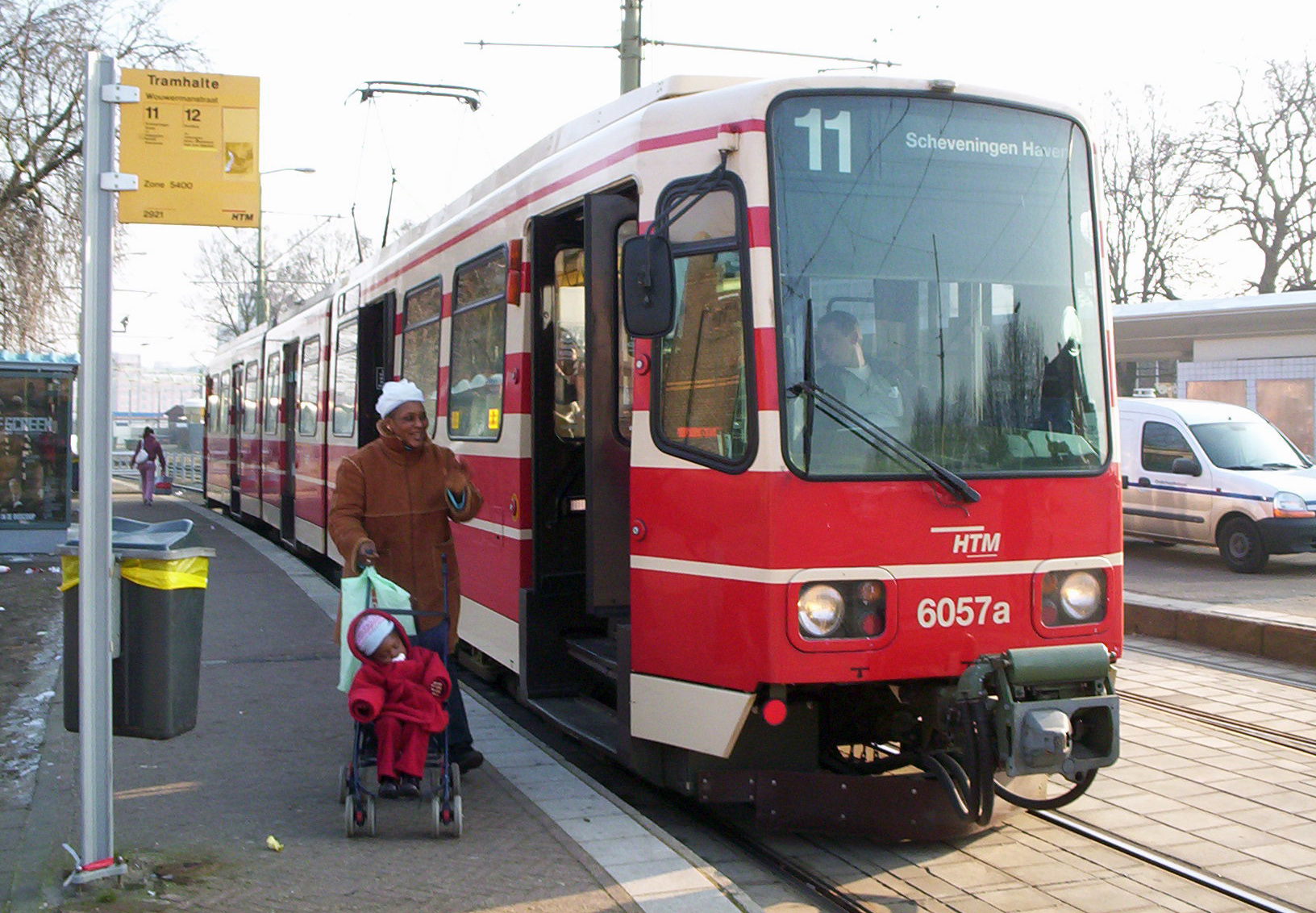
TW6000（デン・ハーグ）

オランダの首都であるデン・ハーグの路面電車であるハーグ市電には、11号線の運用を補完するため2002年に8両（6037、6053、6055、6057、6064、6098、6099）が譲渡された。しかし運用は2005年までの短期間で終わり、以降全車ともブダペスト市電へ再譲渡された。

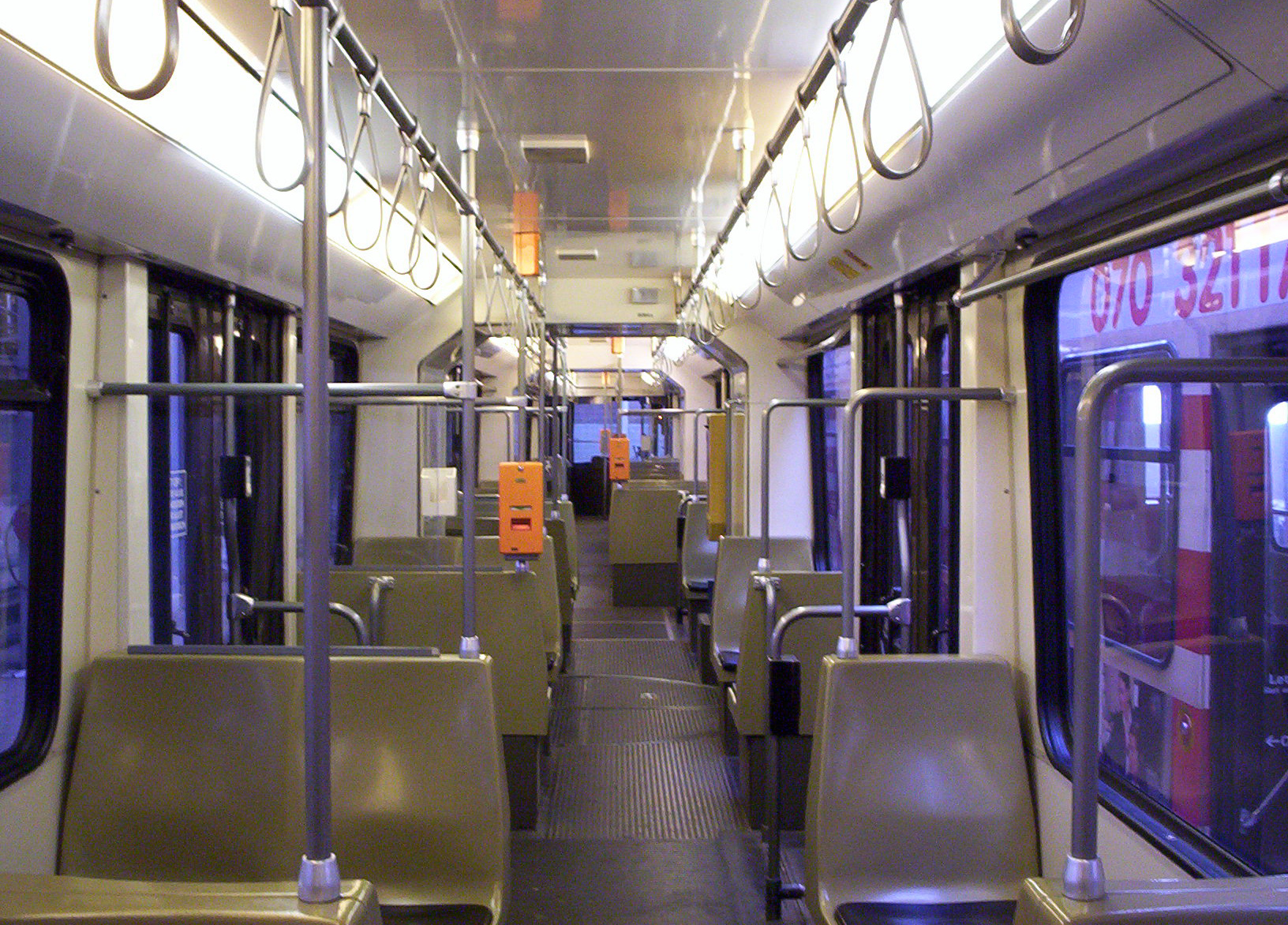
車内

### ハウテン

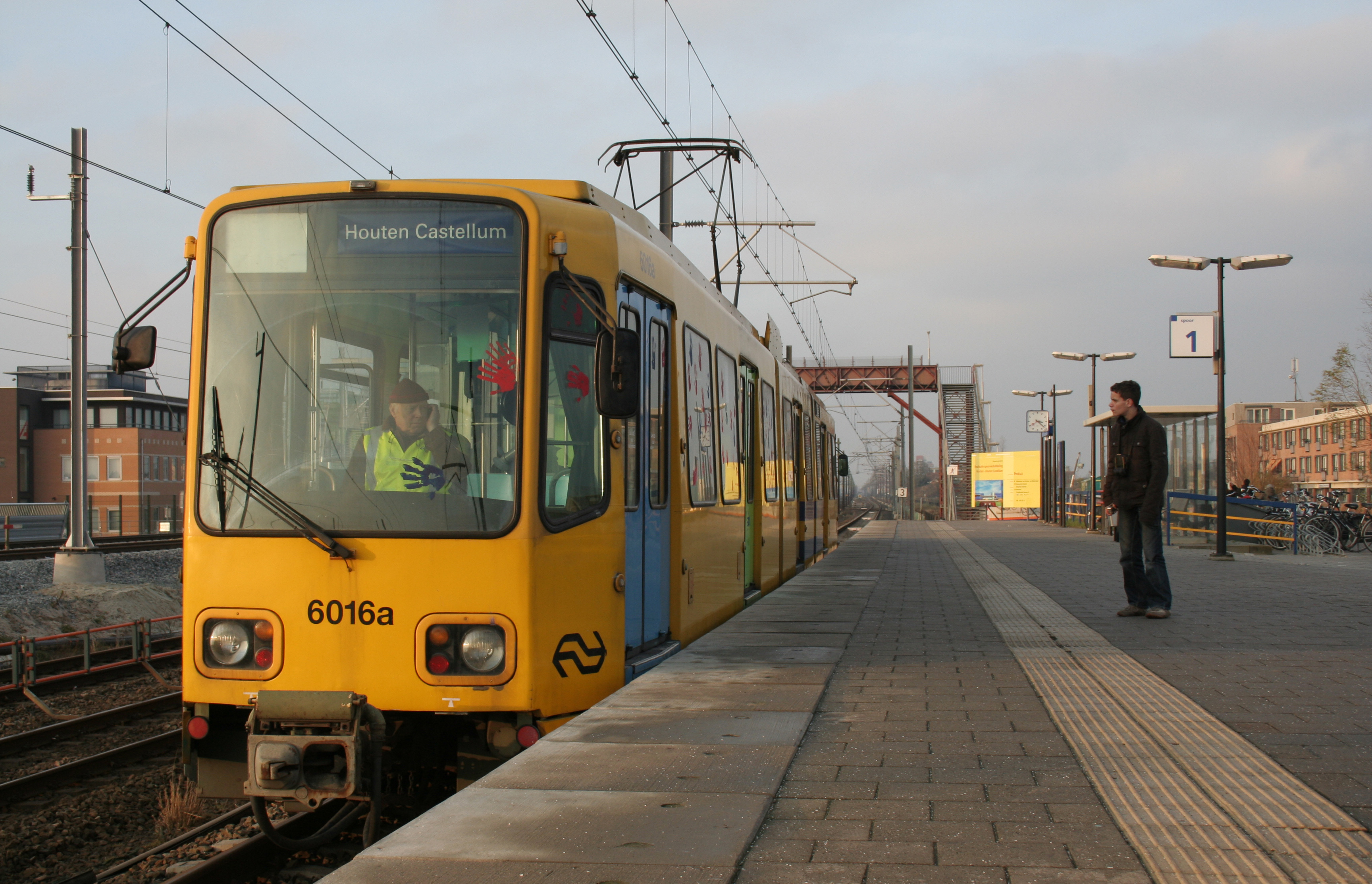
TW6000（ハウテン）
（2008年撮影）

オランダの都市・ハウテンには2001年以降ライトレールが存在しており、その開業に備えて2000年に2両のTW6000（6016、6021）が譲渡された。しかしライトレールは2008年12月13日をもって廃止され、最後まで使用されていた6016はその後解体された一方、6021については廃止に先立つ2005年にハノーファーに返却された後、ブダペスト市電への再譲渡が実施されている。

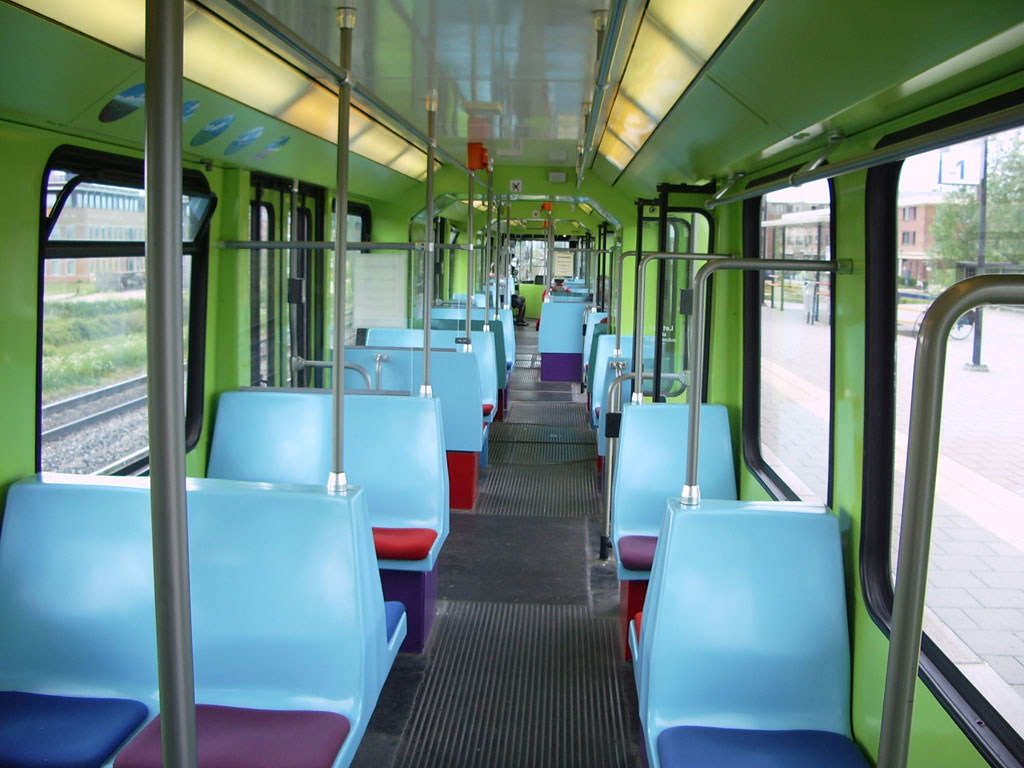
車内

### タンペレ
フィンランドの都市・タンペレには2021年8月に開通したライトレール（タンペレ・ライトレール）が存在するが、開通に先立つ2020年にTW6000が1両（6148）譲渡され、2022年まで各種試験運転に用いられた。

## 同型車両
ハノーファー・シュタットバーンの保線や緊急時に用いられる事業用車両のうち、線路を削り適切な形状に保つ2車体連接式のレール削正車（841）はTW6000形を基に製造された車両である。また、ライプツィヒの路面電車（ライプツィヒ市電）にも同型のレール削正車（5090）が導入されたが、こちらは2010年にノルウェーの都市・ベルゲンのライトレール（ベルゲン・ライトレール）へ譲渡され、同路線の事業用車両（901）として使用されている。

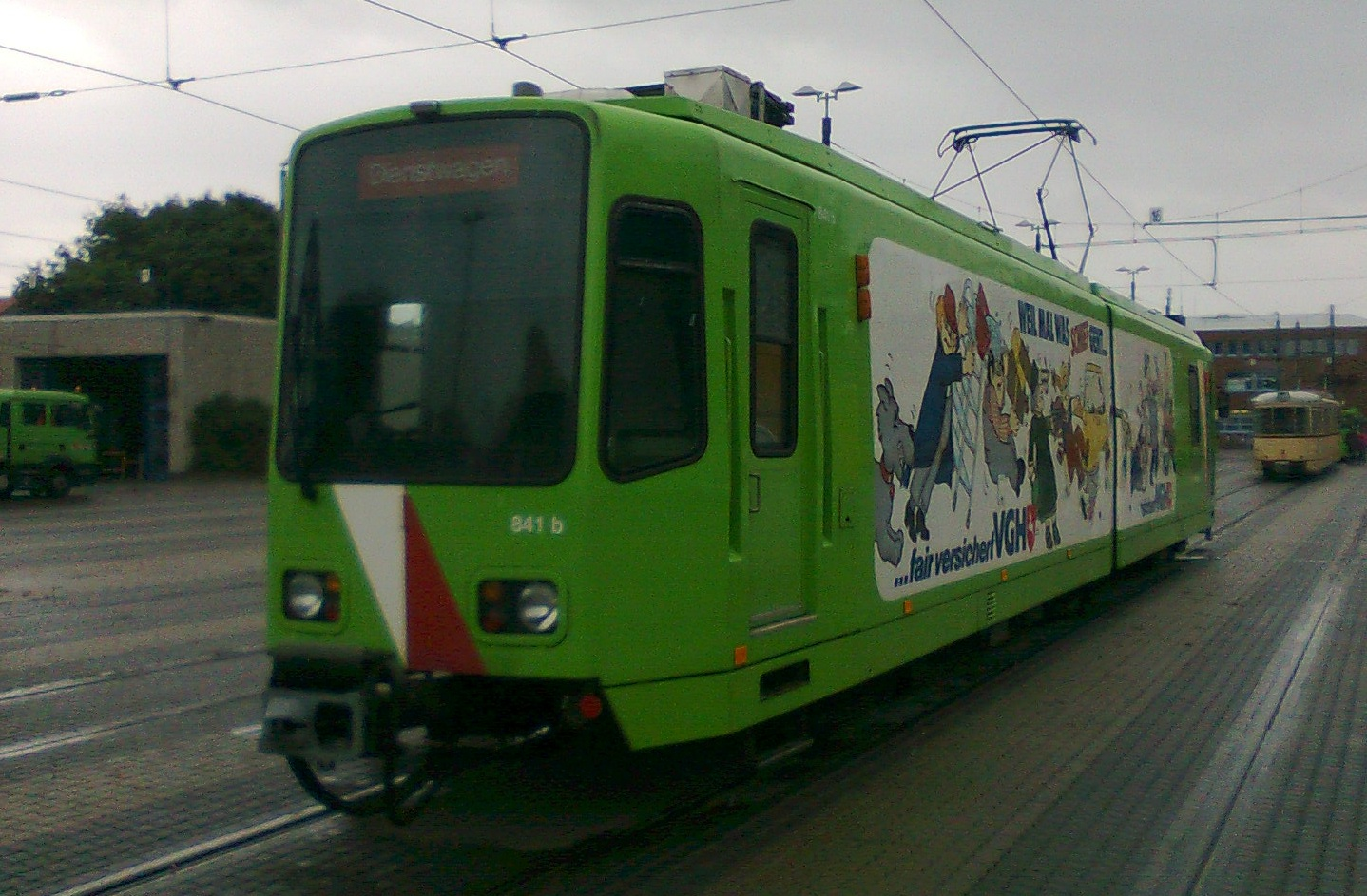
レール削正車（ハノーファー・シュタットバーン）（2012年撮影）
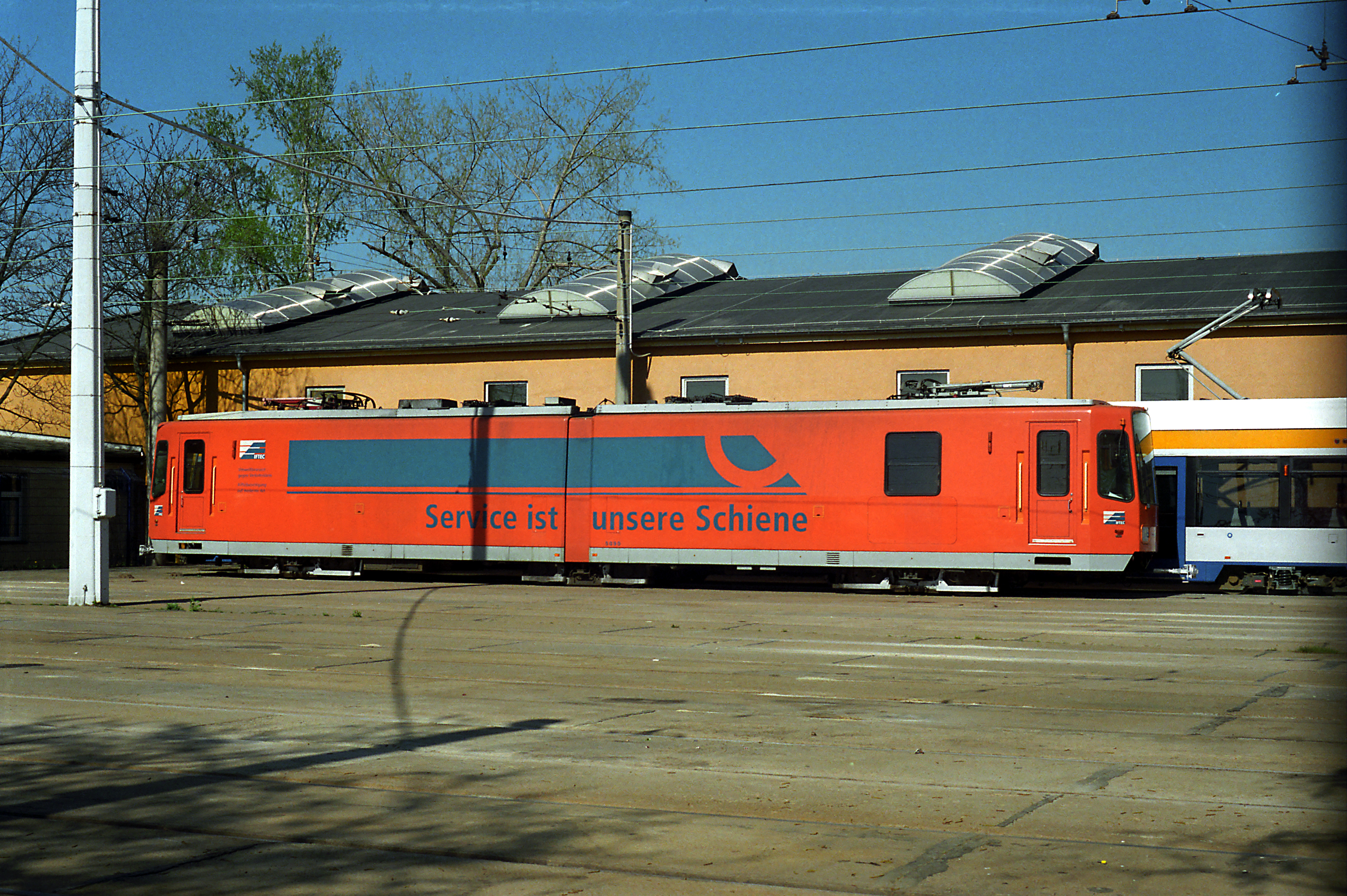
レール削正車（ライプツィヒ市電）（2007年撮影）